# Орехово-Зуево

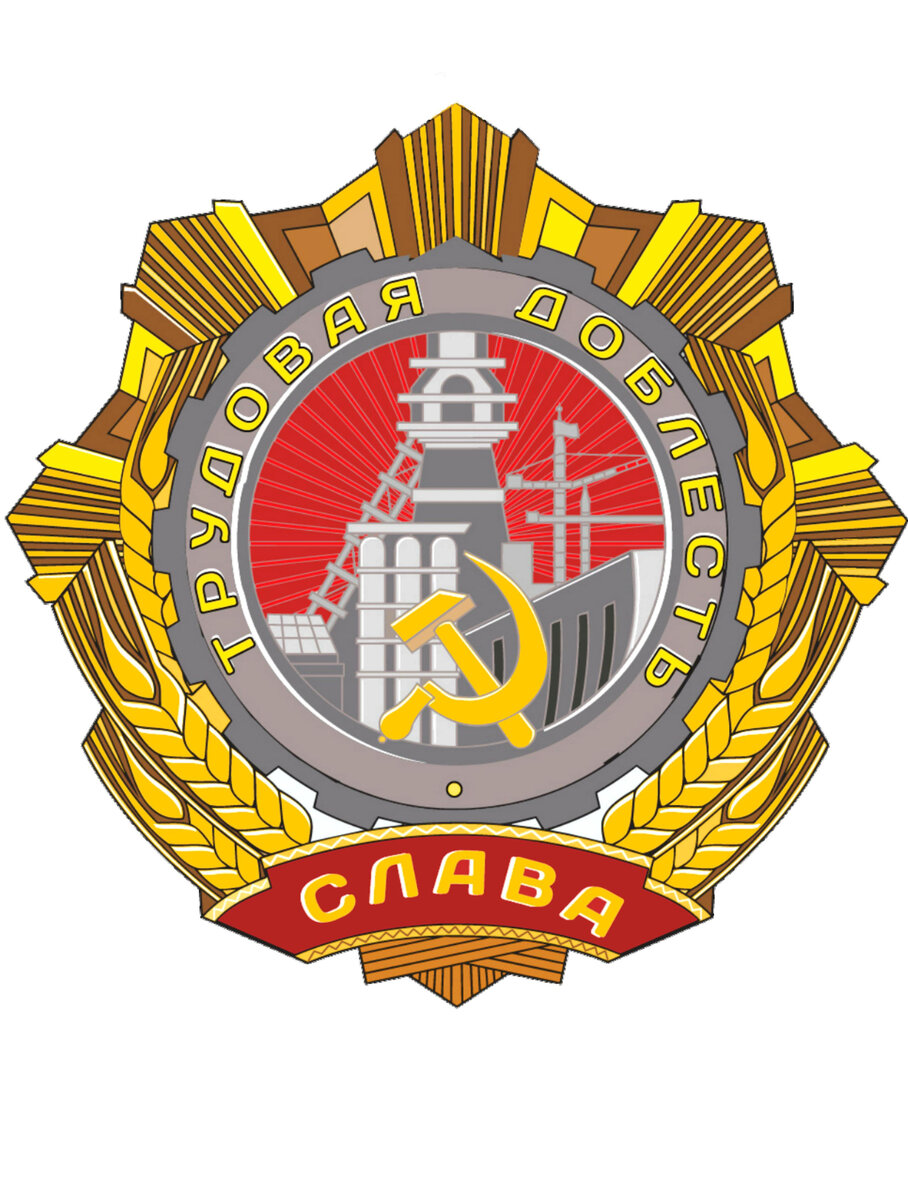
Награда «Город трудовой доблести и славы». Упрощённое и искажённое («доблесть» вместо «слава», «слава» вместо «СССР») изображение советского ордена Трудовой Славы I степени. В реальных орденах позолота (показанная здесь жёлтым) и красная эмаль — не такие яркие, приглушённые. Подобный знак, с «доблестью», но в иной цветной схеме, использовался неким «Союзом городов-героев»

Оре́хово-Зу́ево — город областного подчинения в Московской области России. Находится на реке Клязьме в пределах Подмосковной Мещёры, в 95 км к востоку от центра Москвы по Носовихинскому шоссе (78 км от МКАД), в 88 км по Горьковскому шоссе и в 76,2 км от МКАД по ж/д. Узел железнодорожных линий Горьковского направления и Большого кольца Московской железной дороги.
Входит в муниципальное образование Орехово-Зуевский городской округ и соответствующую административно-территориальную единицу (город областного подчинения с административной территорией). Население — 104 728 человек (2024). Город также является центром Орехово-Зуевской агломерации населением 276 тысяч человек.
До 10 января 2018 года являлся административным центром упразднённого Орехово-Зуевского района, в который не входил.

## Этимология
Город образован в 1917 году путём слияния деревень Орехово и Зуево. Названия обеих деревень от антропонимов: Орех, Ореховы, Зуй, Зуевы неоднократно встречаются в записях XV—XVII веков.

## История

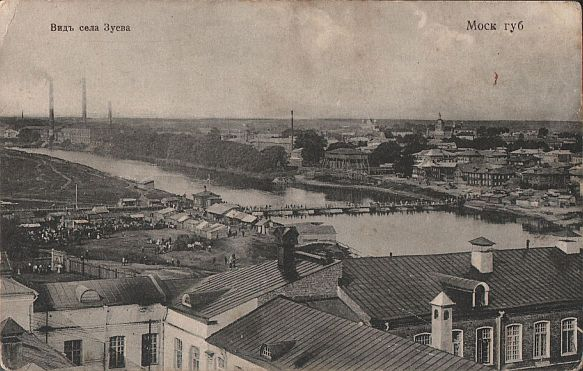
село Зуево, 1900 г.

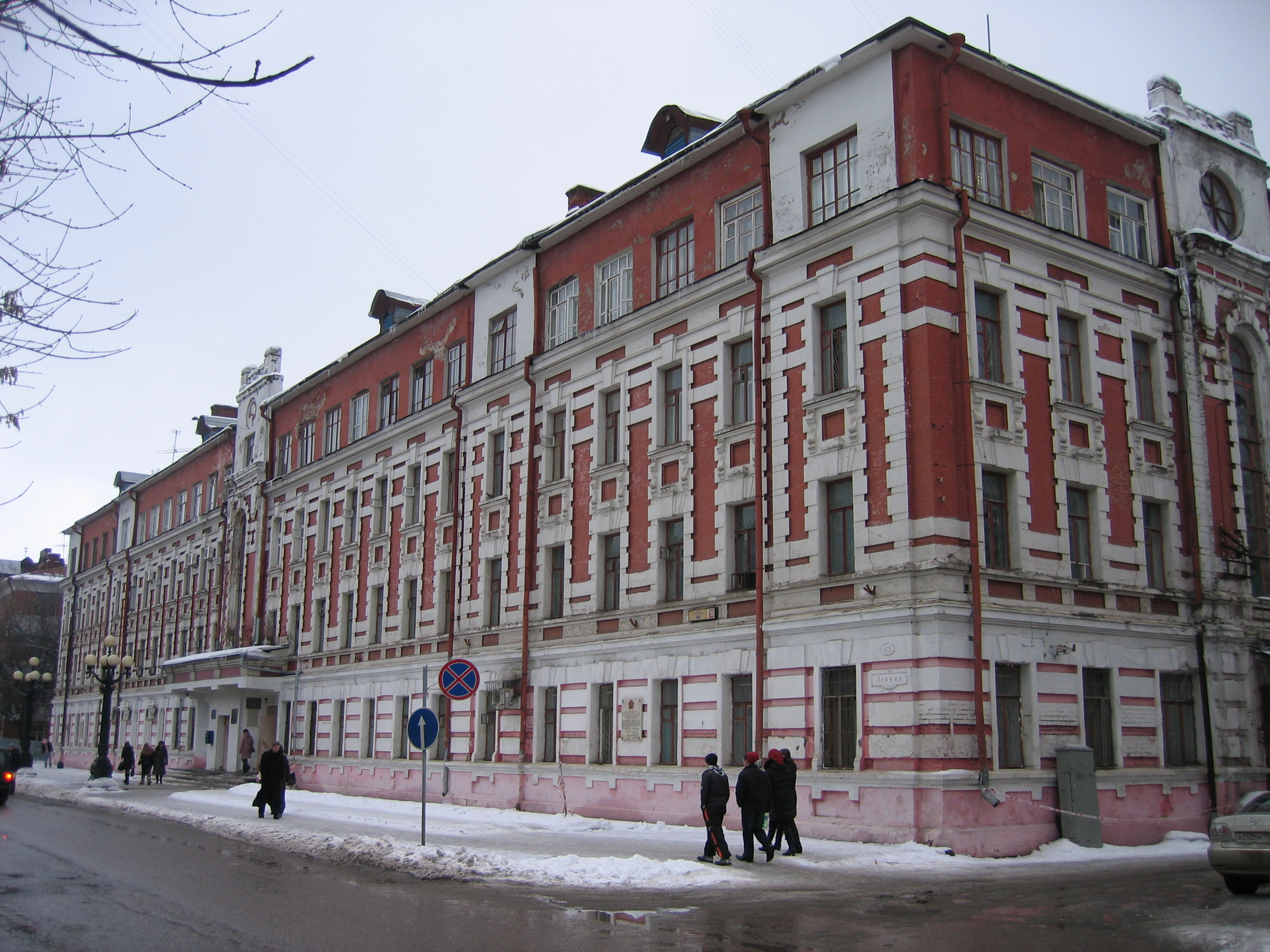
Историческое административное здание (ул. Ленина, д. 63)

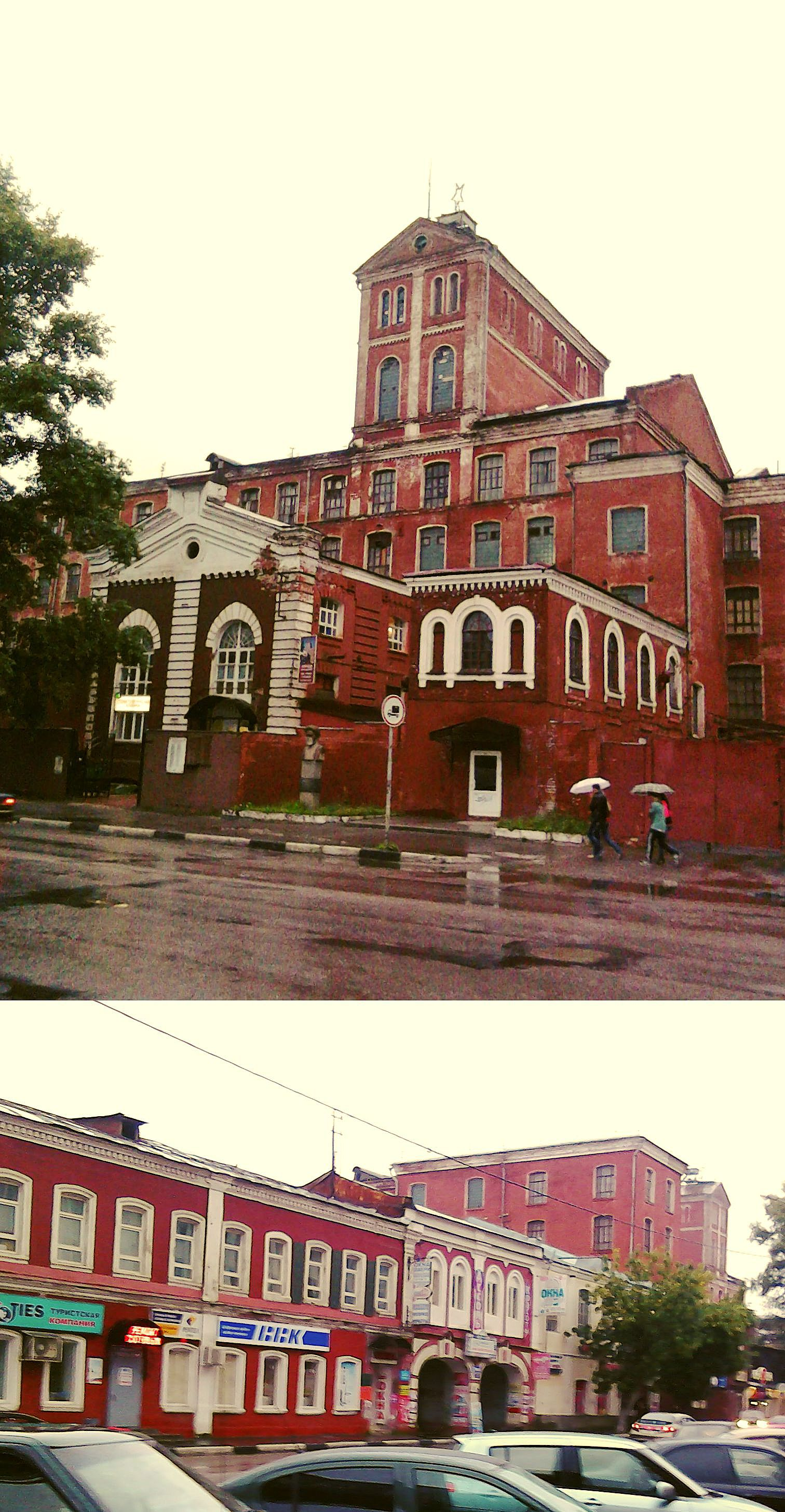
Старый город. «Морозовские» фабрики (ул. Ленина)

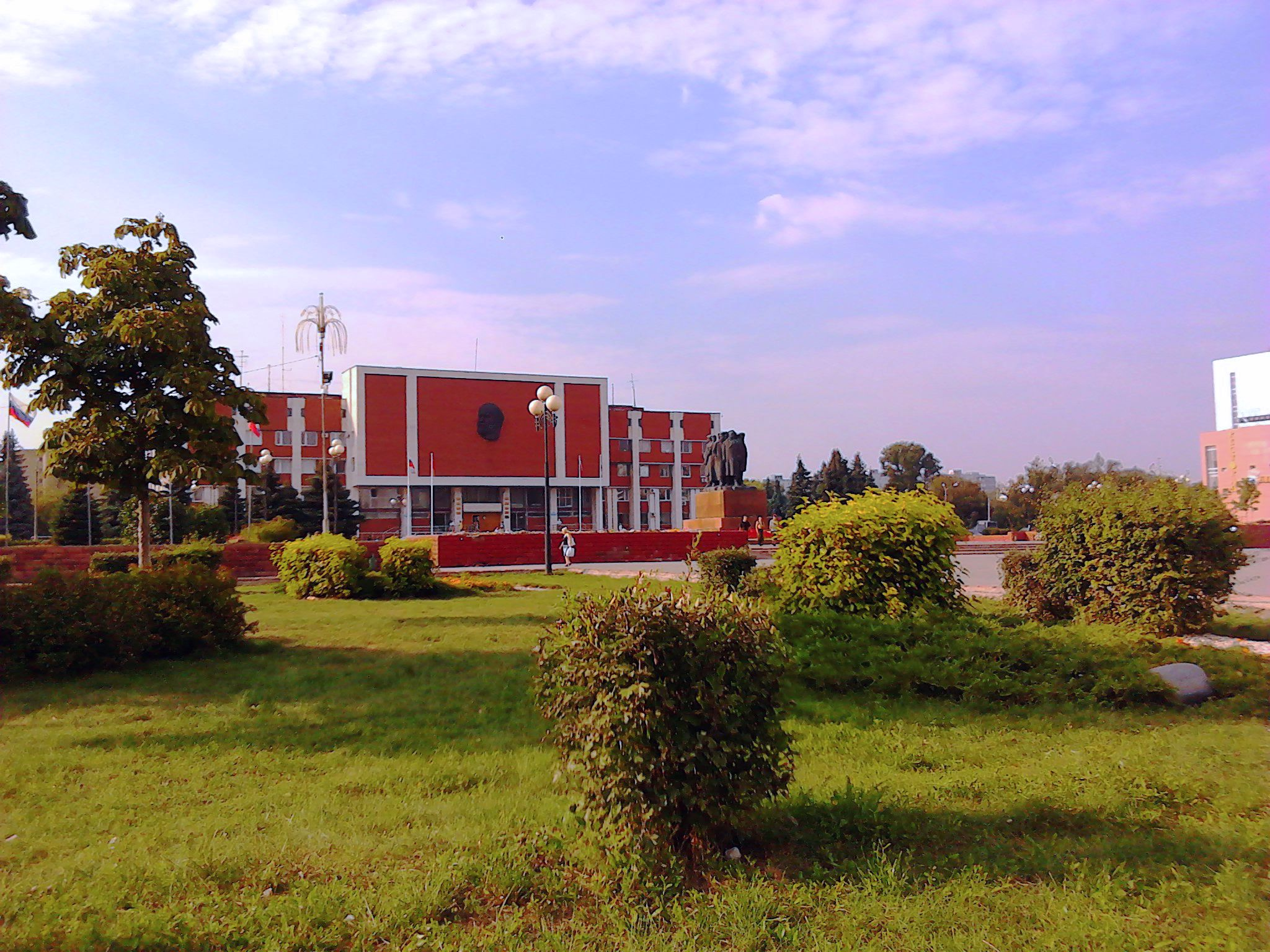
Октябрьская пл. Сердце города

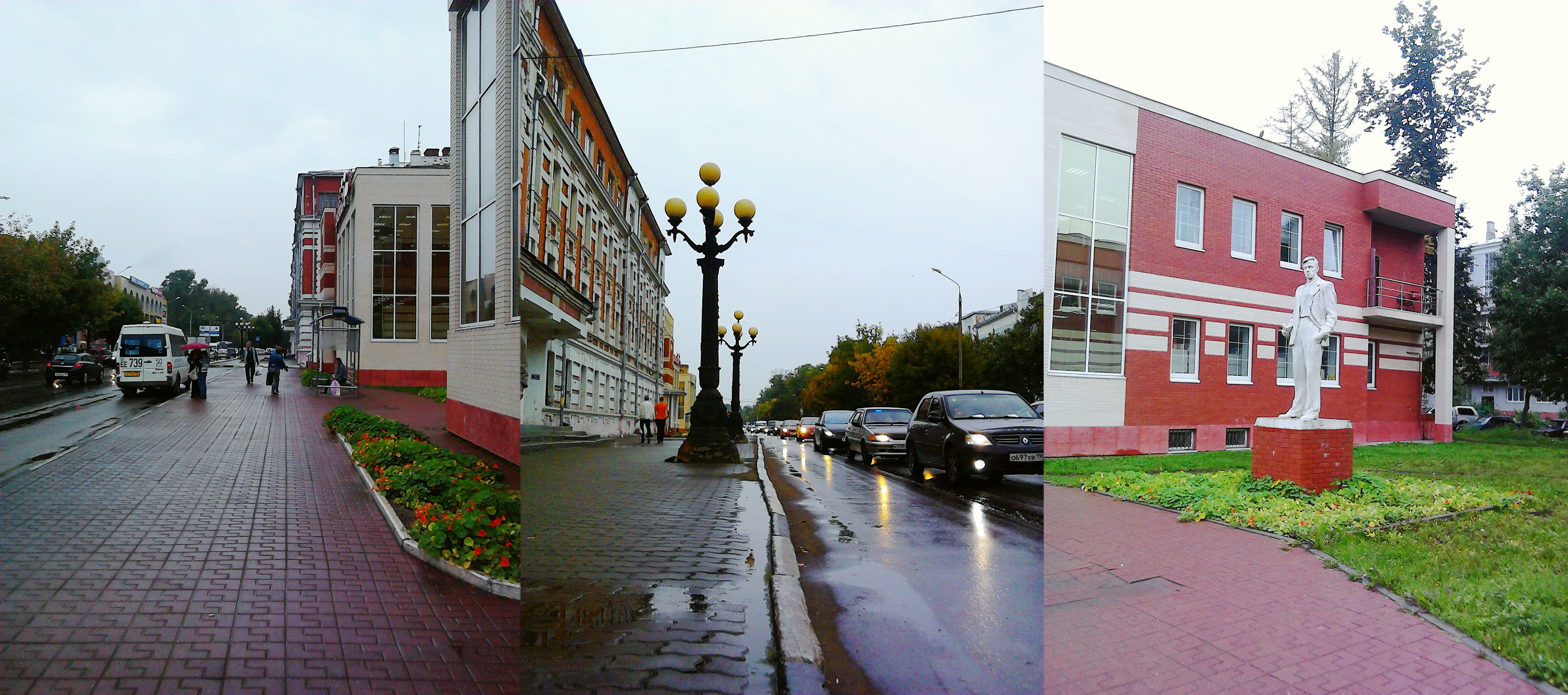
На улице Ленина

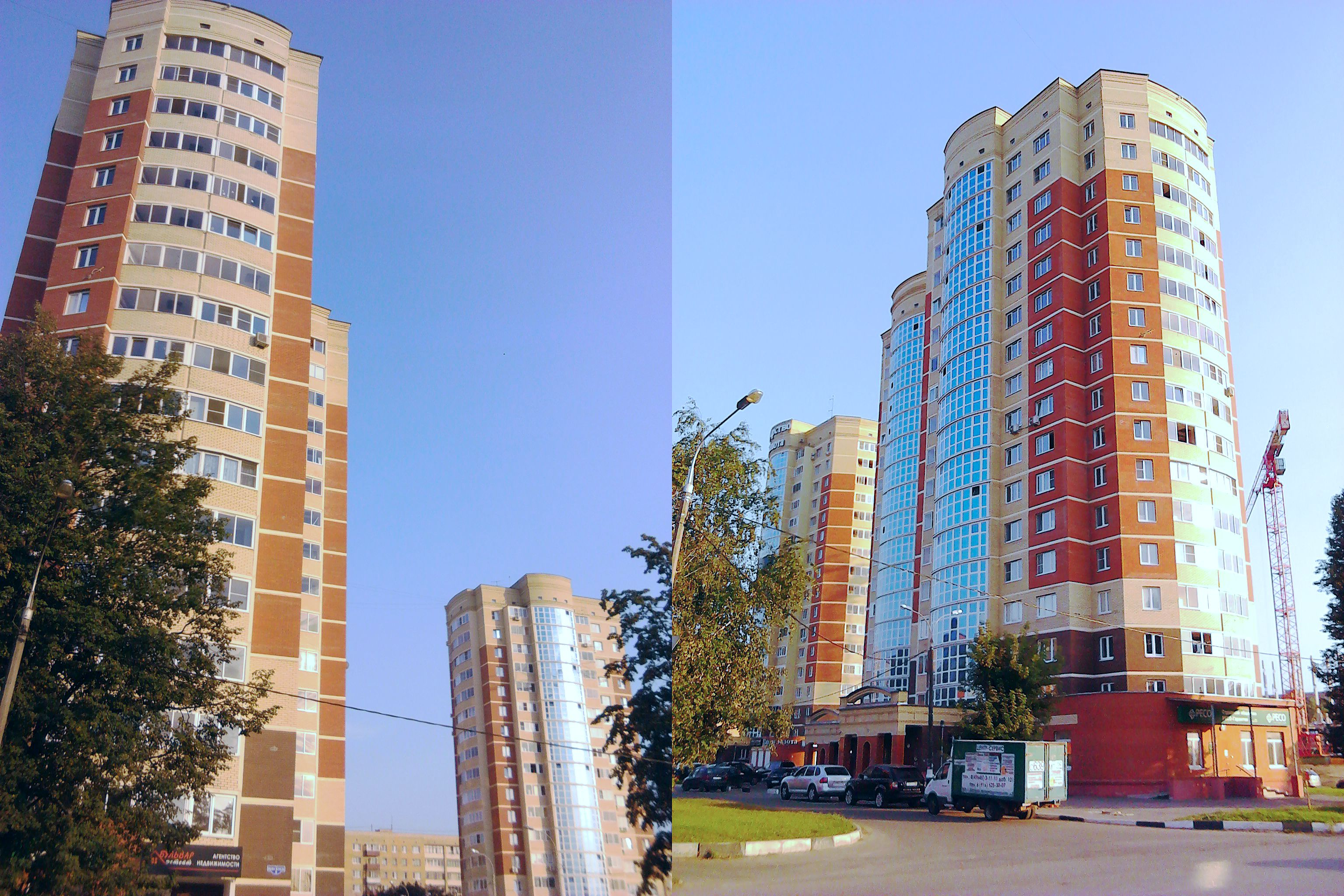
Жилой комплекс «Бриз»

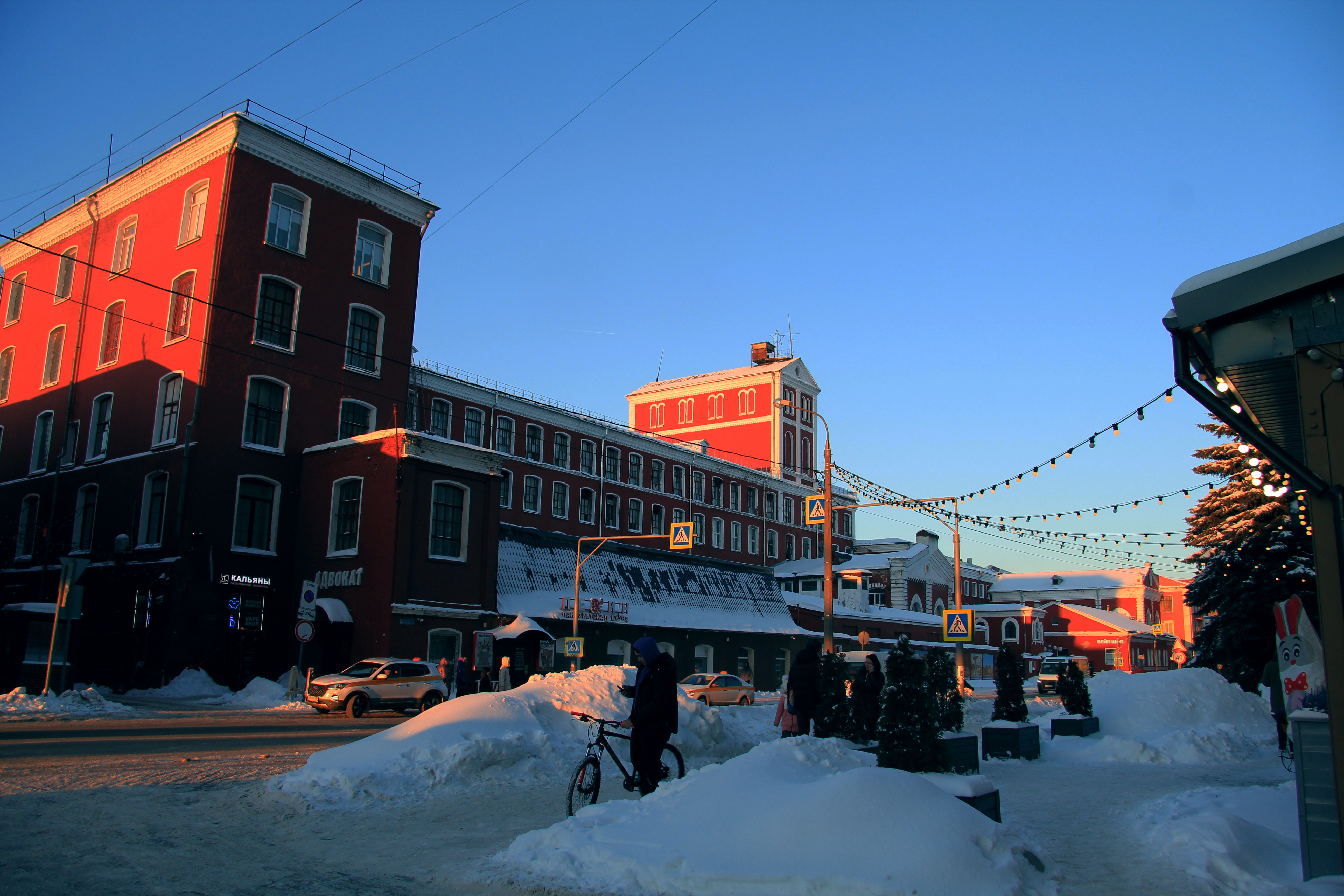
Вид на ткацкие фабрики

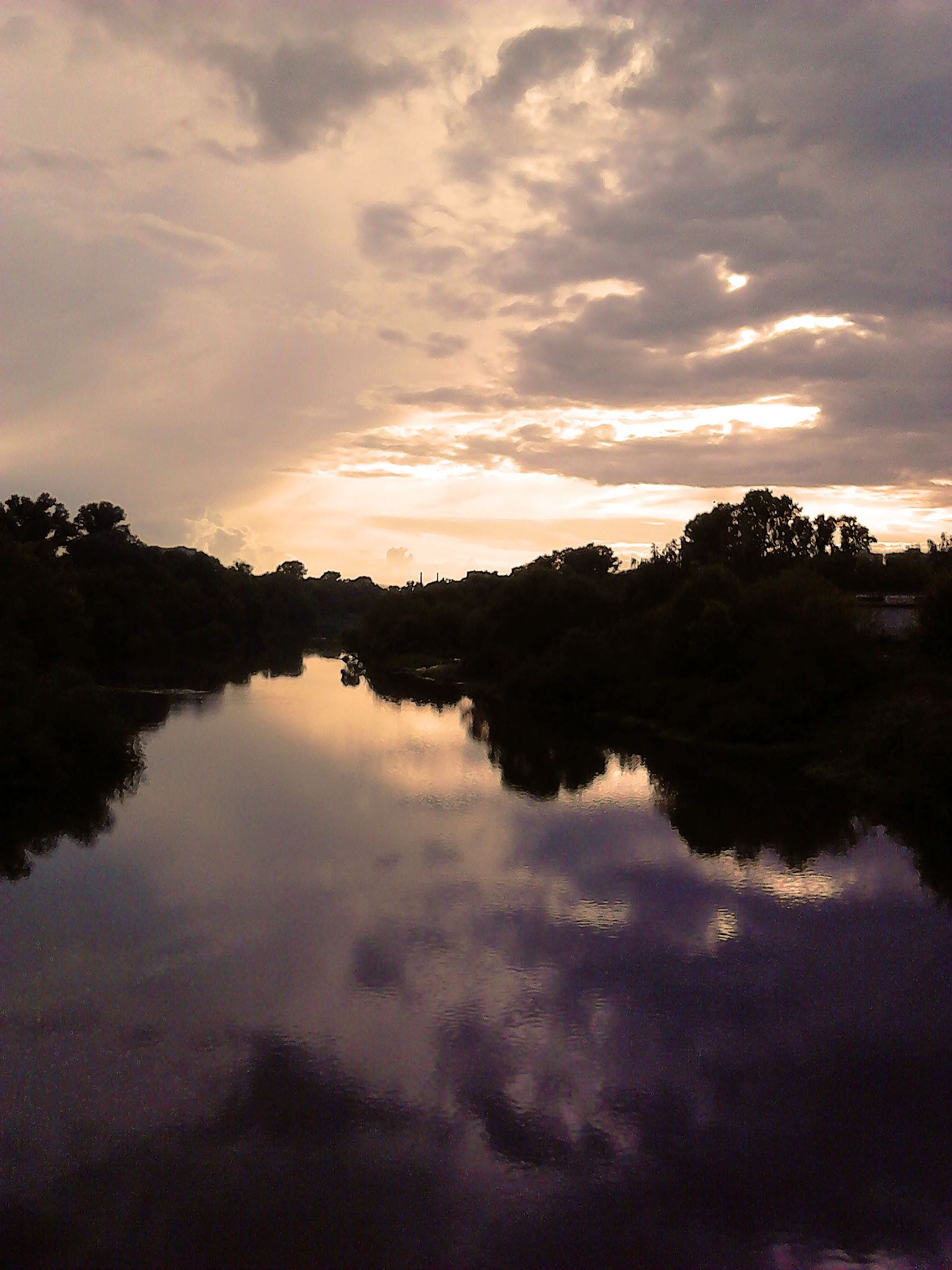
Вид на р. Клязьму с Парковского моста

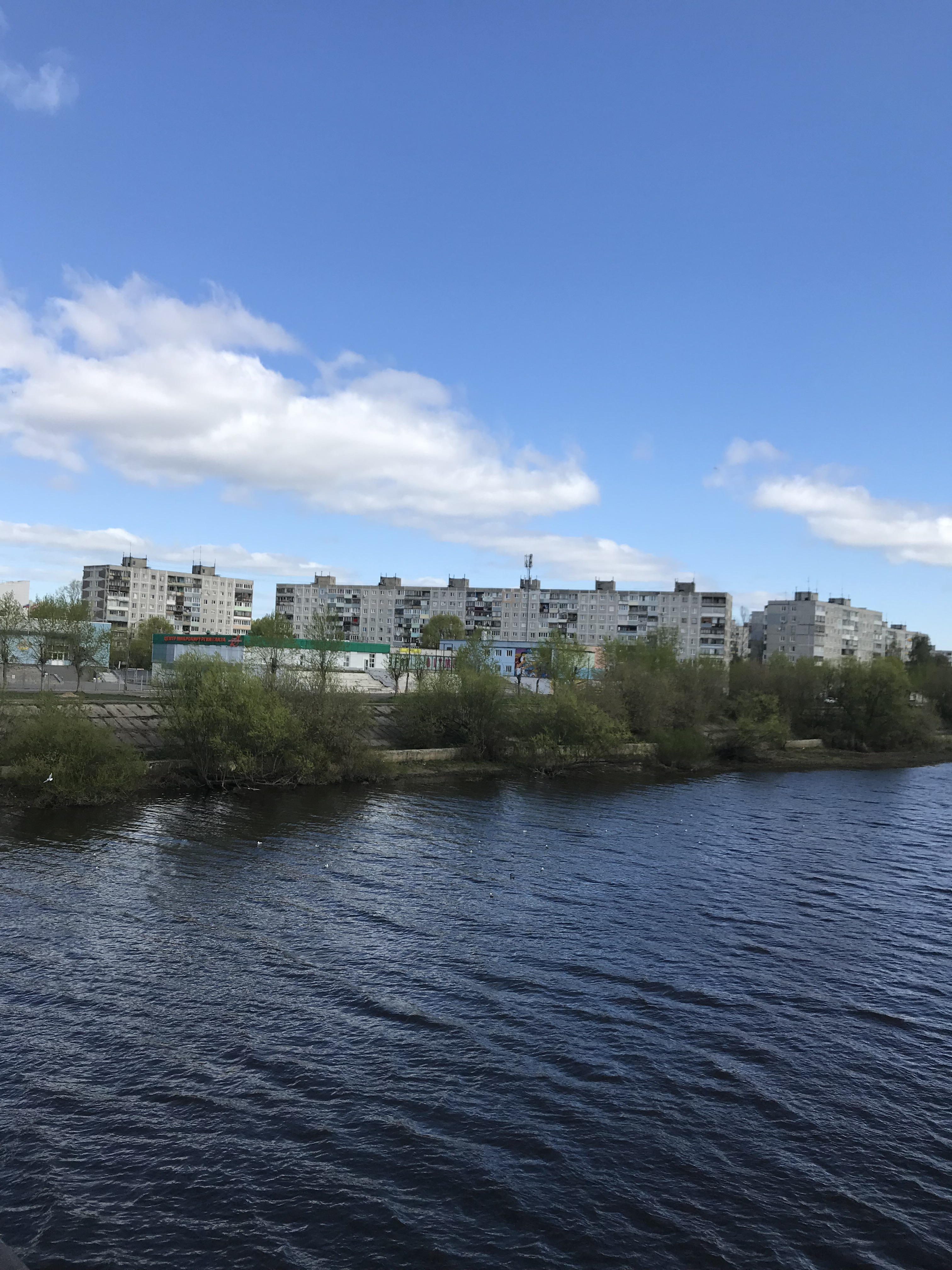
Набережная улица вид с моста на Клязьму

Орехово-Зуево образовалось в результате слияния в 1917 году (попытки объединения были ранее в 1889 и 1901 годах) села Зуево Богородского уезда Московской губернии (старейшее, известно с XIII века (первое упоминание 26 марта 1209 — Волочёк Зуев)) с селом Орехово и посёлком Никольское Покровского уезда Владимирской губернии. В 1929 году в черту города также была включена деревня (фабричный посёлок) Дубровка. Город — один из старейших в России центров текстильной промышленности, которая развита в Орехово ещё с XVIII века (с начала деятельности предпринимателей Морозовых).
В 1890 году в Орехове насчитывалось 17 фабрик, на которых было задействовано более 30 тыс. рабочих. В 1862 году через Орехово было открыто движение по однопутной железнодорожной линии Москва — Нижний Новгород. В некоторых источниках Орехово-Зуево отмечается также как родина российского футбола.

### Село Зуево
В середине XVII века село Зуево насчитывало около 38 жителей, а в 1836 году — уже 528 человек. В «Экономических примечаниях», составленных в 1760-х годах, шёлкоткачество как мужской промысел не упоминается: крестьяне занимаются хлебопашеством, «землю всю запахивают, также в извозах ездят в разные города по наймам». Но с 1771 года крестьяне начинают брать разрешения ткать шёлковые изделия. В «Экономических примечаниях» конца XVIII века уже отмечается, что зуевские крестьяне работают по найму на шёлкоткацких «фабриках». В 1796—1797 годах в Зуеве было 9 заведений, на которых работали 63 человека: А. Антонова (основанное в 1771 году), П. Тимофеева (1781 год), Е. Васильева (1786 год), Н. Матвеева (1790 год) и Г. Игнатьева, А. Логанова, Ф. Никитина, Г. Филиппова, Ф. Кононова (основаны в 1791 году). В заведении Кононова работало 15 человек.
В 1820 году в Зуеве имелось 8 предприятий со 133 рабочими. В 1843 году было 6 заведений: А. И. Кононова — 800 рабочих, сумма производства 150 тыс. руб.; Н. С. Зимина — 254 рабочих, 30 тыс. руб.; Т. П. Новосадова — 226 рабочих, 30 тыс. руб.; П. П. Брызгалина — 212 рабочих, 21 тыс. руб.; Е. М. Елисова — 79 рабочих, 12 тыс. руб. и В. П. Брызгалина — 11 рабочих, 4 тыс. руб.; всего 1582 рабочих, сумма производства 247 тыс. руб.
В 1859 году в Зуеве числилось 658 жителей, а фактически было 834 человека. В 1869 году 132 двора имели всего 130 лошадей. В Зуеве находилось 15 фабрик, мануфактур и заведений, 16 лавок, 7 трактиров, постоялый двор и 10 кабаков. В селе значилось 832 приписных жителя, но фактически проживало уже 3643 человека. Из 3643 жителей промыслами занимались 2624 человека: 2294 текстильщика, 316 прочих, 14 хозяев заведений. Из текстильщиков 1691 был ткачом, 505 — красильщиками. На заработки уходили всего 5 человек. В 1883 году из 130 дворов не занимались земледелием 37 дворов (по данным 1877 года — 49), не имели земли 4 двора и обрабатывали наймом землю 18 дворов; всего оторвались от земли 59 дворов, или 45 %. Безлошадные (60 дворов) и однолошадные дворы составляли вместе 91 % всех дворов. Надомников-ткачей было очень немного — всего 23 человека, значительно увеличилось число отходников — с 8 в 1869 году до 151 человека в 1877 году. Земские обследователи отметили, что зуевские крестьяне до появления фабрик, то есть в конце XVIII — начале XIX века, «занимались почти одной пашней», теперь же они кормились фабричным промыслом и сдачей «углов».
В 1884 году в Зуеве было 7 предприятий: Наследников И. Н. Зимина, основанное в 1812 году — 1186 рабочих, из них 70 человек, приписанных к Московской губернии, 385 человек, живших в фабричных казармах; Компании Богородско-Глуховской мануфактуры, основанное ранее 1840 году — 841 рабочий, 62 из Московской губернии, около 600 в казармах; Братьев Зиминых, основанное в 1835 году — 291 рабочий, 38 из Московской губернии, 160 в казармах; М. Т. Новосадовой, основанное около 1840 года — 239 рабочих, 49 из Московской губернии, 150 в казармах; Г. Е. Зимина, основанное в 1853 году — 86 рабочих, 5 из Московской губернии, при фабрике жили двое; Братьев Шувановых, основанное около 1834 года — 70 рабочих, 14 из Московской губернии, при фабрике жили двое; М. Д. Шуванова, основанное в 1857 году — 12 рабочих, все из других губерний и все жили на фабрике. Всего на предприятиях насчитывалось 2725 рабочих, из них только 238 были приписаны к Московской губернии, в том числе 150 человек — к Богородскому уезду. Около 1300 человек жили при фабриках, в рабочем посёлке. Большинство остальных рабочих были приписаны к близлежащим уездам Владимирской и Рязанской губерний.
Зуево, писал в своём ежегодном отчёте местный санитарный врач в 1892 году, «заселено преимущественно фабричными, ремесленниками и разным торгово-промышленным людом, крестьянское же население составляет не более 1/10-1/12 части всего состава жителей села. Большая часть фабричных (с соседних морозовских фабрик, частью с местных) и ремесленники живут до невозможности тесно в разных каморках, углах и общих спальнях, сдаваемых за довольно дорогую цену… Самые дома расположены крайне близко друг к другу, часто не имея вовсе никакого двора». В 1898 году из 181 семьи 92 не занимались земледелием (51 %), 28 не имели земли и 4 обрабатывали наймом; всего оторвались от земледелия 124 семьи (68 %). Кроме 160 изб коренных жителей, в селе было 188 изб «посторонних» жителей. Не только большинство коренного населения оторвалось от земледелия, но село активно застраивалось приезжим людом.
В 1897—1899 годах в Зуеве числилось всего 969 приписных жителей, фактически же в селе проживало 9908 человек. К 1914 году их число увеличилось до 22 097 жителей.

### Село Орехово
Село Орехово стало формироваться вблизи посёлка Никольского и поселковой церкви после постройки морозовских фабрик. Его население состояло в большинстве своём из торговцев, которые арендовали землю, жильё и помещения для торговли, и церковного причта. В 1859 году в Орехове вместе с церковнослужителями было 77 человек. В 1868 году владимирский архиерей запретил ореховскому причту сдавать свои дома торговцам, и последние стали строить собственные на арендованной земле. К концу XIX века Орехово превратилось в крупное торгово-промышленное село. В 1897 году в нём было уже 7219 человек, в 1914 году — 21 593 человека.

### Посёлок Никольское
В XVII—XVIII веках это был погост с церковью Николая Чудотворца. В 1797 году здесь, на свободной от помещика земле, устроил отделочное заведение С. В. Морозов. Выкупившись на волю в 1820 году, С. В. Морозов перенёс (в 1830 году) своё предприятие из Зуева в город Богородск, а возле погоста в 1837—1838 годах построил на плёсе Клязьмы на пустоши суконную фабрику. В 1841 году на ней стояло 3 машины, работали 144 человека, сумма производства составляла 85 тыс. руб. Затем эта фабрика была превращена в бумаготкацкую. В 1837 году сюда же перенёс раздаточную контору и красильное заведение один из сыновей С. В. Морозова — Е. С. Морозов, основавший в 1840 году бумаготкацкую мануфактуру. Так возник фабричный посёлок, получивший название Никольского.
В 1848 году С. В. Морозов построил в Никольском (тогда оно называлось также Новозуевым и Николаевским) бумагопрядильную и ткацкую фабрику. В 1850 году был создан торговый дом «Саввы Морозова сын и компания». В 1852 году на фабрике работали 1200 человек и около 2 тыс. по деревням.
«В настоящее время, — писал в 1854 году губернский механик И. Е. Несытов, — местечко Новозуево, или Николаевское, представляет собою… чисто мануфактурную мызу… 24 каменных и 25 деревянных строений. С левого берега реки Клязьмы местечко Николаевское представляется в виде небольшого мануфактурного городка, обрисованного 10-ю дымовыми трубами… Мануфактурная деятельность местечка Новозуева в 10 лет распространилась до гигантских размеров… Есть надежда, что Новозуево со временем будет одним из замечательных индустриальных мест Владимирской губернии».
В 1872 году В. Е. Морозов, сын Е. С. Морозова, выстроил здесь же бумагопрядильную фабрику; в 1874 году на ней работали до 1600 человек. В 1873 году торговый дом «Саввы Морозова сын и компания» реорганизуется в Товарищество Никольской мануфактуры «Саввы Морозова сын и компания». В 1882 году фабрика В. Е. Морозова перешла к «Товариществу мануфактур В. Е. Морозова». На фабрике Товарищества Никольской мануфактуры в 1879 году было 8946 рабочих, в 1890-м — 17 252, в 1900-м — 11 704, в 1908-м — 13498. На фабрике В. Е. Морозова в 1879 году было 2000 рабочих, в 1890-м — 9500, в 1900-м — 9973, в 1908-м — 489. Общее число рабочих возросло с 11 тыс. до 25 тыс. человек. С расширением производства сокращалась работа на стороне на Морозовых. Датировать возникновение рабочего посёлка Никольское можно только приблизительно. Вероятно, он возник в 1850 году и рос очень быстро: в 1859 году в нём было 2489 человек, в 1897-м — 25 973 и в 1914-м — 38 026 жителей. Постройка казарм для рабочих началась с 1860 года. Вначале на фабрики шли крестьяне из ближайших волостей: Запонорской и Дорховской Богородского уезда, Кудыкинской Покровского уезда и «прилегающих к ним волостей Егорьевского и Бронницкого уездов».
Приведём сведения о постройке и населённости казарм; несмотря на неполноту и отрывочность, эти данные могут быть значимыми. В 1869 году рабочие фабрик будущей Никольской мануфактуры размещались в 34 казармах, среди которых были 2 трёхэтажных, 24 двухэтажных и 8 одноэтажных, и в 41-м летнем «балагане». На 1 января 1879 года в казармах фабрик В. Е. Морозова жили 1786 рабочих и 584 члена их семей, всего 2370 человек, в 1885-м — 3379 рабочих, 1461 член семьи, всего 4840 человек. В 1897 году при Никольской мануфактуре была 31 казарма, при фабрике Товарищества мануфактур В. Е. Морозова — 11 казарм. Всего в них жило свыше 25 тыс. человек. На Никольской мануфактуре в 1907 году в казармах жили 14 454 человека, размещавшиеся в 31 здании, в которых было 3392 каморки. На одного жившего там приходилось помещение объёмом всего в 1,11 м³.

### От фабричного центра к городу
Орехово-Зуево — сердце стачечного движения XIX — начала XX века. Здесь в 1885 году состоялась Морозовская стачка, одна из крупнейших в России; орехово-зуевские рабочие участвовали в революционном движении 1905 года. С 1901 года в Орехове существовал районный комитет РСДРП (возглавлялся Иваном Бабушкиным).
В 1880-х годах Зуево, Орехово и Никольское являлись большим пролетарским центром. В 1886 году, по словам современника, «ни Никольское, ни Зуево, ни Орехово ровно ничем не походят на то, что обыкновенно подразумевается под селом. Поселения почти слились и образовали город с таким населением, числу которого позавидовал бы не один губернский городишко. Внешним своим характером этот город напоминает Москву. Те же двухэтажные каменные небольшие дома, то же множество дешёвых трактиров… те же мелочные лавки… те же церкви и, наконец, те же многоэтажные и длинные, как крепостная стена, фабричные корпуса». Другой современник сообщал в 1892 году, что Никольское представляет собой целый город исключительно фабричного характера, состоящий из более чем 250 каменных и 200 деревянных «грандиозных построек». Побывавший в Орехове-Зуеве в 1895 году Ленин писал о нём: «Чрезвычайно оригинальны эти места, часто встречаемые в центральном промышленном районе: чисто фабричный городок, с десятками тысяч жителей, только и живущий фабрикой. Фабричная администрация — единственное начальство. „Управляет“ городом фабричная контора. Раскол народа на рабочих и буржуа — самый резкий».
В 1889 году правление фабрик Товарищества Никольской мануфактуры «Саввы Морозова сын и компания», напуганное стачкой 1885 года, обратилось к правительству с просьбой присоединить в административном отношении Никольское к Зуеву, мотивируя это тем, что полиция столичной губернии обладает большими возможностями для прекращения волнений на фабриках, «если бы таковые возникли». В прошении указывалось на то, что в Никольском работает до 14 тыс. человек, а в Зуеве — до 9 тыс. человек и что «эти два значительные фабричные поселения… в сущности, давно уже слились в один огромный промышленно-торговый центр». Прошение фабрикантов поддержал владимирский губернатор, сообщавший, что «в селе Зуеве находятся 4 фабрики (две шёлкоткацких, две шерстяных), химический завод, до 35 ремесленных и много торговых заведений (34 колониальных и мануфактурных лавки, 22 заведения для торговли спиртными напитками и 7 чайных лавок). Коренного населения 900 человек, на фабриках живёт до 2500 человек, а в остальных заведениях до 2000 человек, в наёмных квартирах до 1500 человек, а всего, следовательно, до 7 тыс. человек». Однако министр внутренних дел не согласился, и дело заглохло. Повторное прошение фабрикантов в 1900 году также не имело успеха.
В 1907 году владимирский губернатор предложил Морозовым поставить вопрос о преобразовании Орехова, Зуева и Никольского в город. На его письме имеется пометка, выражавшая, по-видимому, мнение одного из членов правления: «Будем платить городские налоги, а пользы никакой от такого города не будет». Это соображение и оказалось решающим — правление отказалось. Рост численности населения фабричного центра был следующим: 1859 году — 3400 человек, 1897-м — 43 100, 1914-м — 81 716 человек.
В 1898 году на Никольской мануфактуре Саввы Морозова появились первые телефоны — для связи управляющего с предприятиями мануфактуры. Поначалу было только 10 трёхзначных номеров, связь осуществлялась вручную телефонистками. В 1906 году открылись кинотеатры «Модерн» (в Зуеве) и «Империал» (в Орехове), а в Никольском построена новая больница (ныне — Первая городская), оснащённая по последнему слову техники начала XX века.
В 1904 году под руководством Леонида Красина построена электростанция, электрифицированы мануфактуры и городское хозяйство. В 1916 году первые диэлектрические плиты выпускаются на заводе «Карболит».
3 июня 1917 года было принято решение Временного правительства об объединении села Орехово, местечка Никольское и села Зуево в единое городское поселение Орехово-Зуево.

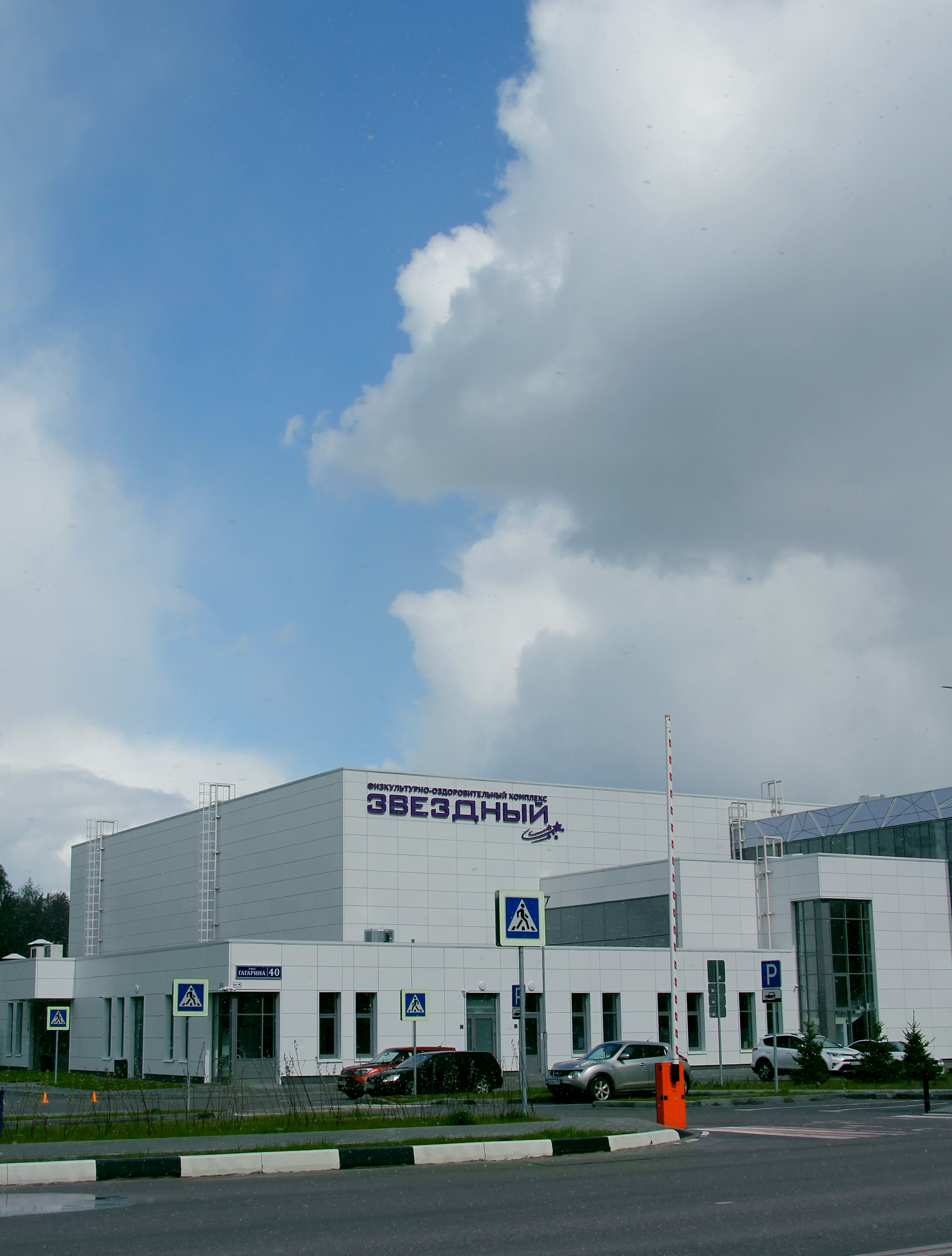
Новопостроенный спортивный комплекс «Звёздный»

Орехово-Зуево — родина российского футбола. Первый футбольный матч на территории нынешнего города, согласно мнению исследователя Владимира Лизунова, состоялся ещё в 1888 году. Эта дата основана на мемуарах бывшего вице-президента Московской футбольной лиги (МФЛ), англичанина Гарри Гарлсфилда (Андрея Васильевича) Чарнока, работавшего в начале XX века директором фабрик В. Морозова, опубликованных в декабрьском номере 1946 года газеты «Британский союзник». Чарнок неоднократно делал попытки отвлечь рабочий люд от пьянства, по уровню которого фабрика лидировала в московском регионе, и привлекал в Россию, в частности своего брата, бывшего члена клуба «Блэкберн Роверс», а также других иностранных специалистов, умеющих играть в футбол. В 1897 году Гарри Чернок создал на фабрике первую футбольную команду. В 1909 году в Орехове братьями Чарноками официально создан уже по сути проводивший игры ранее футбольный «Клуб Спорта „Орехово“ (КСО)». Команда получила прозвище «морозовцы». Владельцы мануфактур, семья Морозовых, были очень консервативными старообрядцами и потребовали, чтобы футболисты являлись на тренировку в длинных одеждах, прикрывавших лодыжки. Четырёхкратные чемпионы Москвы (1910—1913). В 1914 году команда переехала на новый стадион, построенный по английскому проекту. Искусный дренаж позволял газону полностью высыхать через полчаса после ливня, трава была густая и низкая, получив в народе название «поросячьей». Долгое время эта футбольная арена считалась лучшей в России. До революции 1917 года в Орехове были созданы взрослая и детская футбольные лиги. Наивысшее достижение в советский период истории — выход в финал кубка СССР 1962 года, где команда уступила донецкому «Шахтёру» со счётом 0:2. Ныне клуб называется «Знамя Труда». Выступает в лиге ФНЛ-2 группа-2 российского чемпионата.
27 мая 1927 года вышла в эфир первая радиостанция города — «Колотушка». Она находилась в клубе профсоюзов (в советское время «Дом пионеров», ныне Центр детского творчества «Родник» (ул. Ленина, 93)
12 июня 1927 года открыта первая автобусная линия. Через две недели в город прибыло ещё три автобуса, а по выходным стали действовать два загородных маршрута.
В 1943 году замыкается проходящее через город Большое кольцо МЖД, в 1960-х годах строится сортировочная станция.

## Статус

территория городского округа Орехово-Зуево с 1 января 2018 года на карте города и Орехово-Зуевского района

1 января 2018 года Орехово-Зуево получил расширенный статус — город областного подчинения с административной территорией.
При создании муниципального образования со статусом городского округа его границы были определены законом от 29 декабря 2004 года «О статусе и границе городского округа Орехово-Зуево». В городской округ первоначально вошёл один населённый пункт — город Орехово-Зуево.
1 января 2018 года в городской округ Орехово-Зуево из состава ликвидированного Орехово-Зуевского муниципального района вошли упразднённые сельские поселения:
- Верейское;
- Демиховское;
- Малодубенское.

1 апреля 2019 года Орехово-Зуево стал административным центром Орехово-Зуевского городского округа.

### Территория
Орехово-Зуево включает микрорайоны (части города): посёлок Текстильщиков, Ходынка, мкр Парковский, Крутое, мкр Воронцовско-Пролетарский, Новая стройка, мкр Мадонский, посёлок Карболит.
Площадь города — 36,38 км²; площадь муниципального образования до 2018 года — 36,386 км², с 1 января 2018 года — 508,73 км².

## Население
| 1923     | 1926     | 1931     | 1939     | 1956     | 1959     | 1970     | 1973     | 1975     | 1976     | 1979     |
| -------- | -------- | -------- | -------- | -------- | -------- | -------- | -------- | -------- | -------- | -------- |
| 44 100   | ↗62 800  | ↗76 700  | ↗99 273  | ↗109 000 | ↘108 297 | ↗120 133 | ↗124 000 | ↗128 000 | →128 000 | ↗132 301 |
| 1982     | 1985     | 1986     | 1987     | 1989     | 1990     | 1991     | 1992     | 1993     | 1994     | 1995     |
| ↗135 000 | ↗136 000 | ↘135 000 | ↗137 000 | ↗137 198 | ↘130 000 | ↗137 000 | ↘136 000 | ↘135 000 | ↘134 000 | ↘126 000 |
| 1996     | 1997     | 1998     | 1999     | 2000     | 2001     | 2002     | 2003     | 2004     | 2005     | 2006     |
| ↘125 000 | →125 000 | ↗126 000 | ↘125 500 | ↘124 900 | →124 900 | ↘122 248 | ↘122 200 | →122 200 | →122 200 | ↘122 100 |
| 2007     | 2008     | 2009     | 2010     | 2011     | 2012     | 2013     | 2014     | 2015     | 2016     | 2017     |
| ↘122 000 | ↘121 700 | ↘121 605 | ↘120 670 | ↘120 600 | ↗121 317 | ↗121 377 | ↘120 699 | ↘120 184 | ↘120 165 | ↘119 956 |
| 2018     | 2019     | 2020     | 2021     | 2023     | 2024     |          |          |          |          |          |
| ↘118 822 | ↘118 004 | ↗118 309 | ↘105 745 | ↘105 542 | ↘104 728 |          |          |          |          |          |

На 1 января 2025 года по численности населения город находился на 162-м месте из 1124 городов Российской Федерации.

## Награды
- орден Октябрьской Революции (23 декабря 1970) — за большие успехи, достигнутые трудящимися города в выполнении заданий пятилетнего плана, и отмечая революционные заслуги орехово-зуевских рабочих.

Герб и флаг города являются гласными.
23 октября 2017 года решением Президиума общественной организации «Межгосударственный союз городов-героев» городу Орехово-Зуево присвоено почётное звание «Город трудовой доблести и славы». В декабре 2021 года городу был присвоен статус «Литературный город России».

## Культура

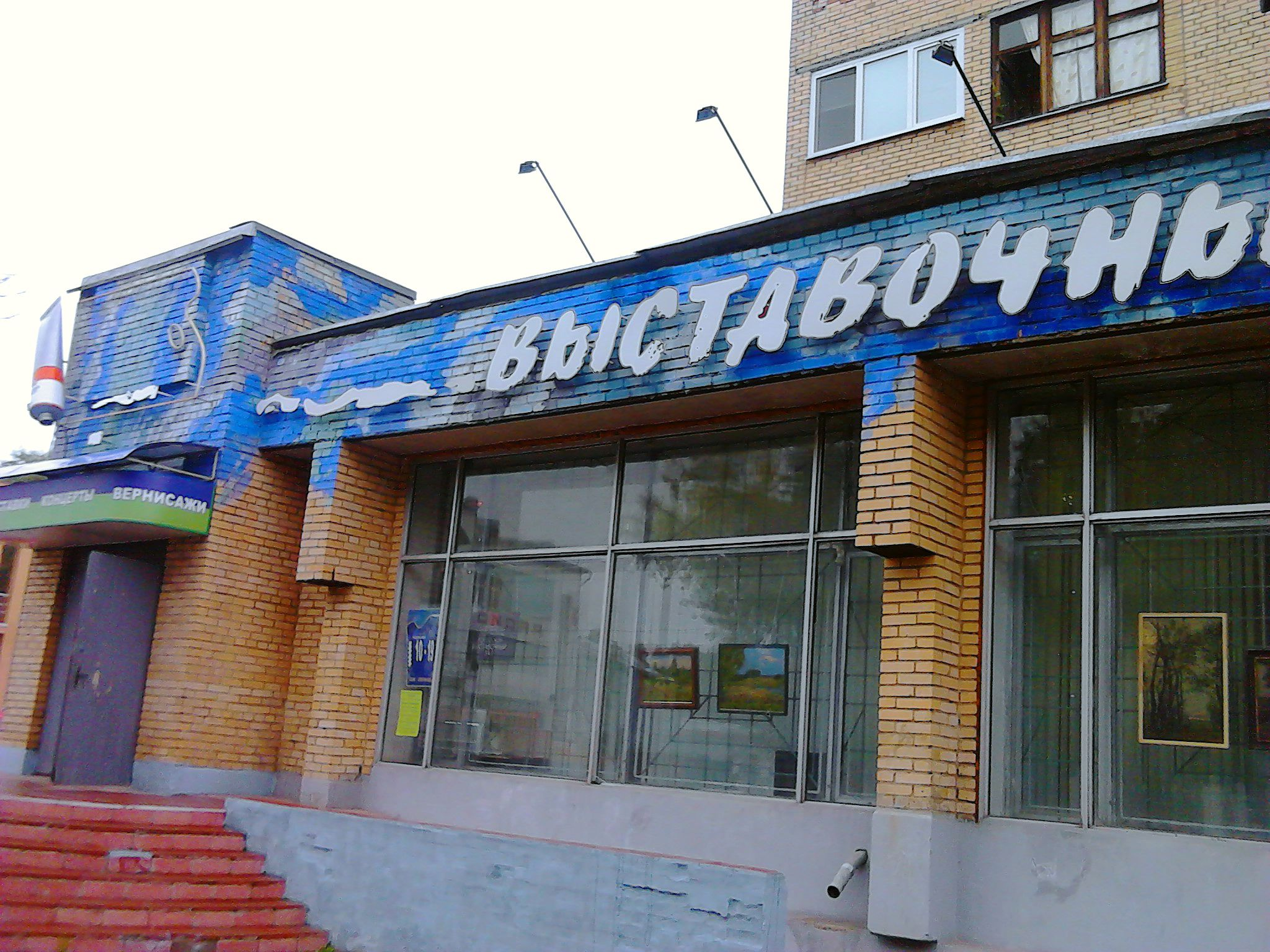
Городской выставочный зал

Историко-краеведческий музей, в котором можно познакомиться с историей возникновения и развития текстильной столицы Подмосковья, Культурно-досуговый центр «Зимний театр», памятник истории и культуры регионального значения, один кинотеатр («Космик-кино»), шесть клубов и домов культуры, детский центр «Родник», детская школа искусств имени Якова Флиера, художественная школа, выставочный зал, спортивная школа, три стадиона, дворец спорта «Восток», два клуба спортивного бального танца («ЛеМаксДанс», «Бриллиант»), ночной клуб Serdce, ночной клуб «Апрель».
До 1994 года в года в Орехове-Зуеве было 27 библиотек, учитывая филиалы, — среди них: Центральная государственная городская библиотека им. Горького и 4 её филиала, Районная библиотека, Техническая библиотека, Центральная профсоюзная библиотека и 9 городских, 8 фабричных её филиалов; также имелись библиотеки на крупных городских предприятиях: на «Респираторе» и на «Карболите» (техническая библиотека). Все библиотеки были построены на профсоюзные деньги, на эти деньги также закупались библиотечные фонды и оплачивались зарплаты библиотечным работникам. На 2009 год в г. Орехово-Зуево осталось 3 библиотеки (считая филиалы): Центральная государственная городская библиотека и два её филиала: детская и взрослая общеобразовательные библиотеки. 9 сентября 2011 года состоялось торжественное открытие библиотеки в центре культуры и досуга «Мечта» на ул. Набережная.

К 65-й годовщине Победы в Великой Отечественной войне (1941—1945 гг.) и 100-летию русского поэта Александра Твардовского (1910—1971 гг.) от благодарных ореховозуевцев

## Образование
- Государственный гуманитарно-технологический университет (ГГТУ, бывш. МГОГИ)
- Орехово-Зуевский филиал Института экономики и предпринимательства (НОУ «ИНЭП» г. Москва) до декабря 2015 г.
- Орехово-Зуевский филиал Московской государственной академии коммунального хозяйства и строительства (бывш. ВЗИСИ, МИКХиС)
- Орехово-Зуевский филиал института «Мирбис» до 2014 г.
- Орехово-Зуевский филиал НОУ ВПО «Российский Новый Университет» (НОУ ВПО РосНОУ г. Москва)
- Детская музыкальная школа искусств им. Якова Флиера
- Детская художественная школа (с 1989 г.)
- Классический колледж художественно-эстетического образования и дизайна
- ГБОУ СПО МО Ореховский индустриальный техникум (ОИТ) — бывший торфяной техникум
- Орехово-Зуевский педагогический колледж (ОЗПК)
- ГБОУ НПО Профессиональное училище № 118 Московской области (бывшее Орехово-Зуевское профессионально-торговое училище)
- Орехово-Зуевский медицинский колледж
- Промышленно-экономический колледж имени Саввы Морозова (бывший Орехово-Зуевский текстильный техникум)
- Государственный профессионально-педагогический колледж
- Профессиональный лицей № 114

## Экономика

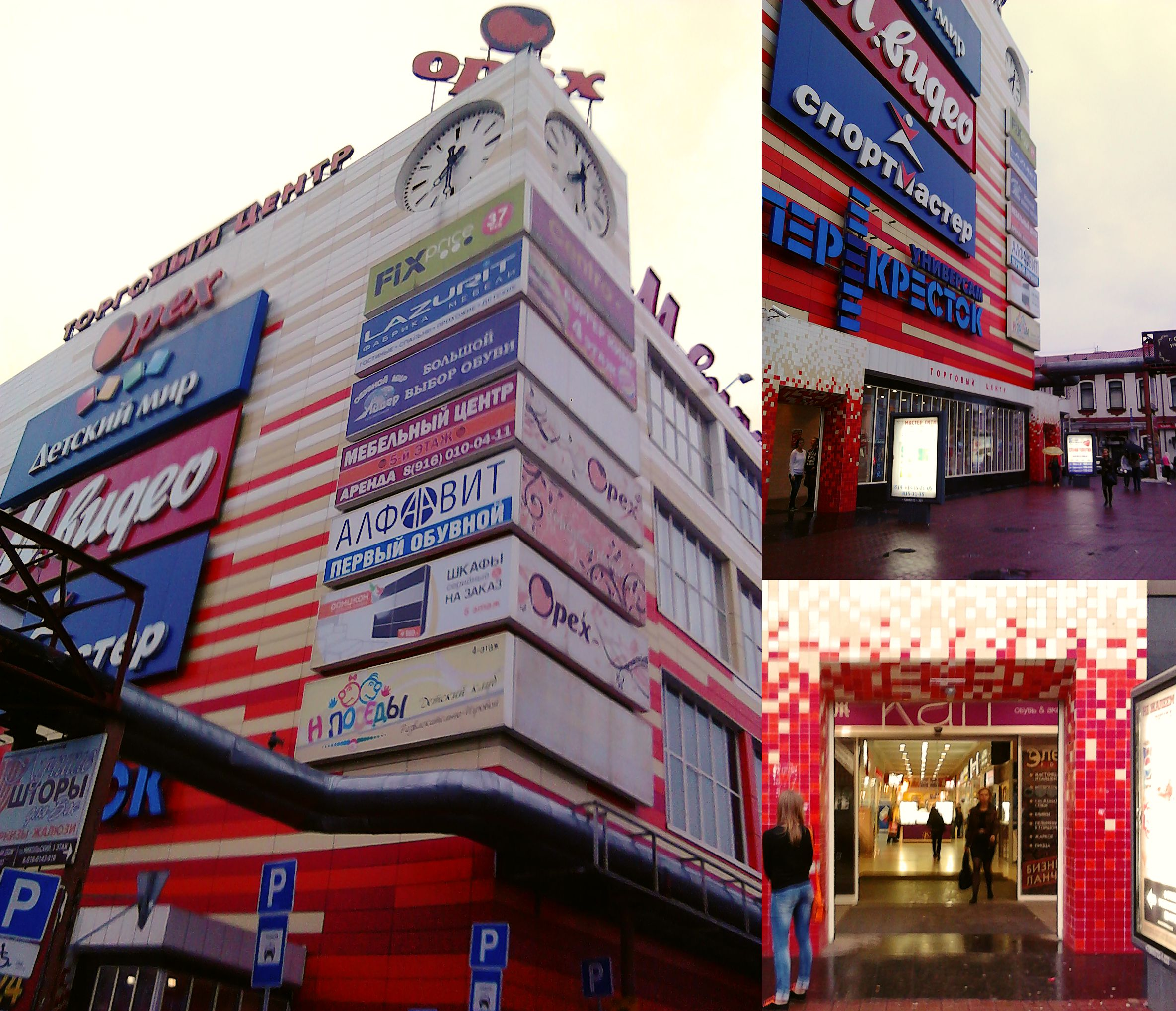
ТРЦ «Орех»

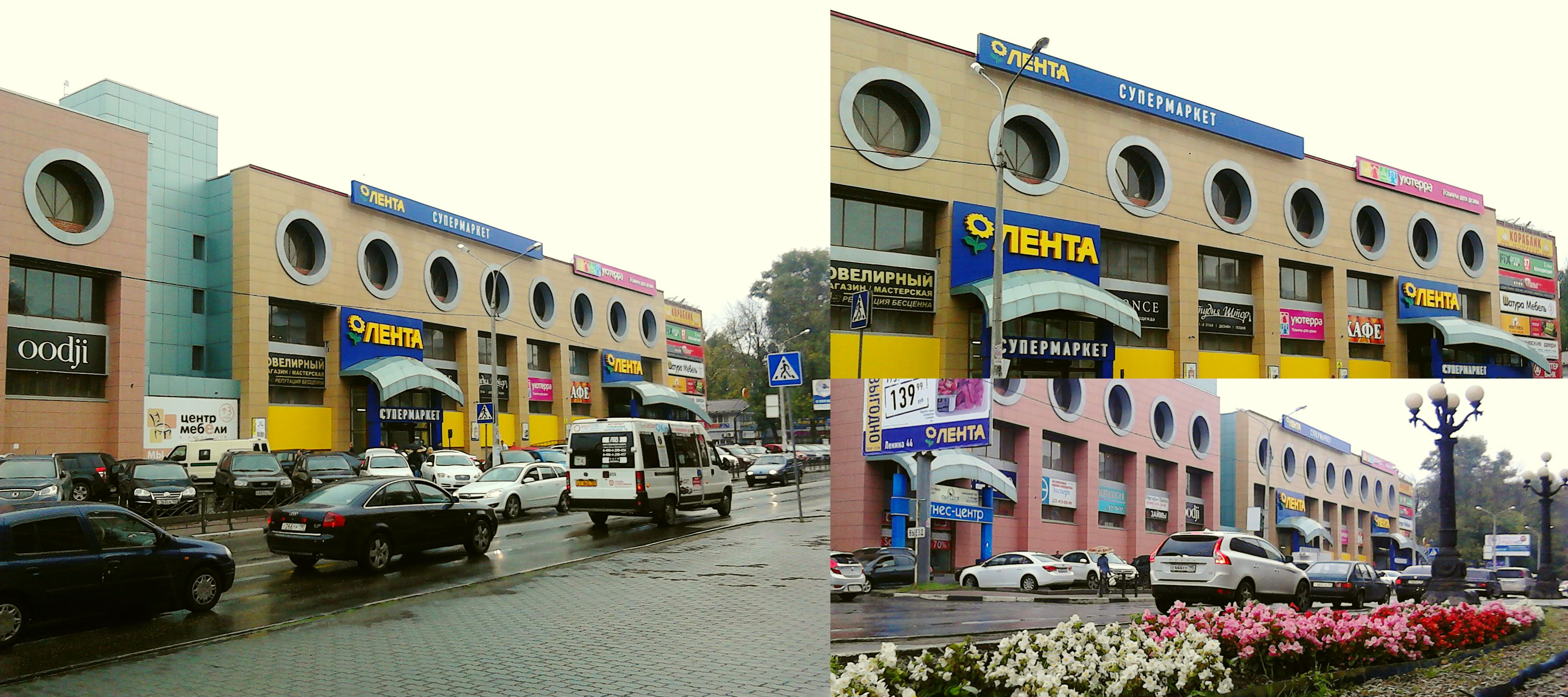
ТЦ «Никольский»

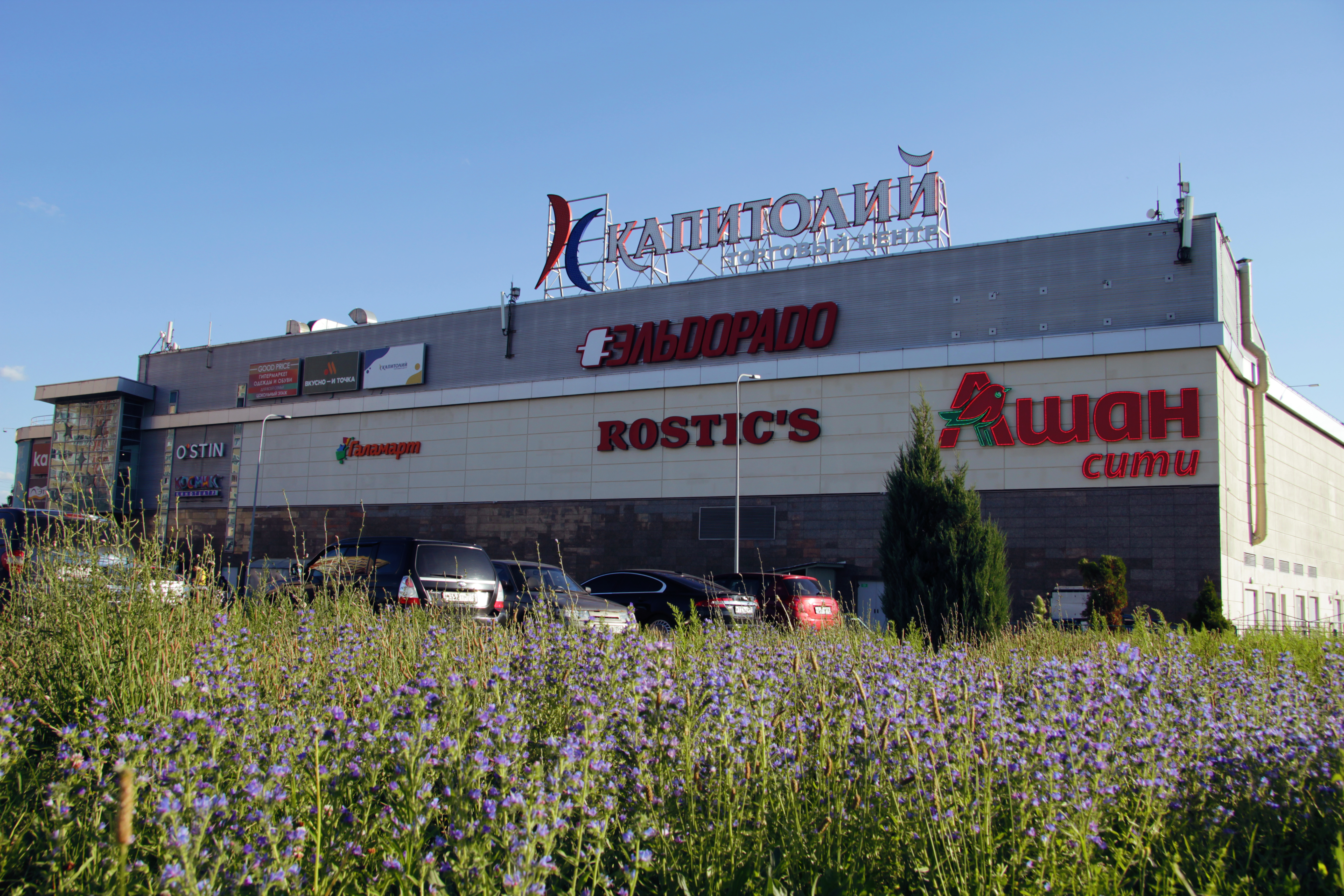
ТРЦ «Капитолий»

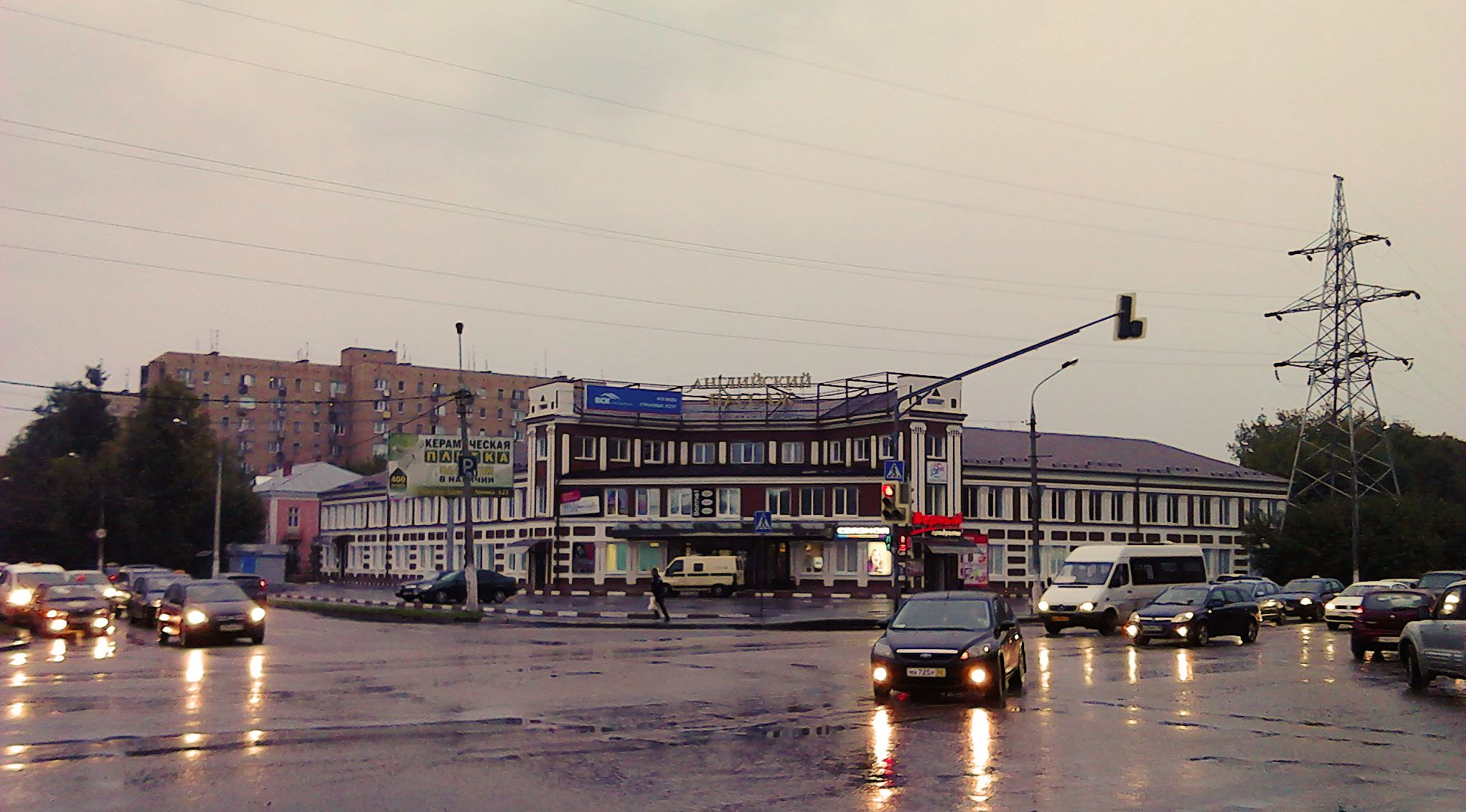
ТЦ «Английский Пассаж»

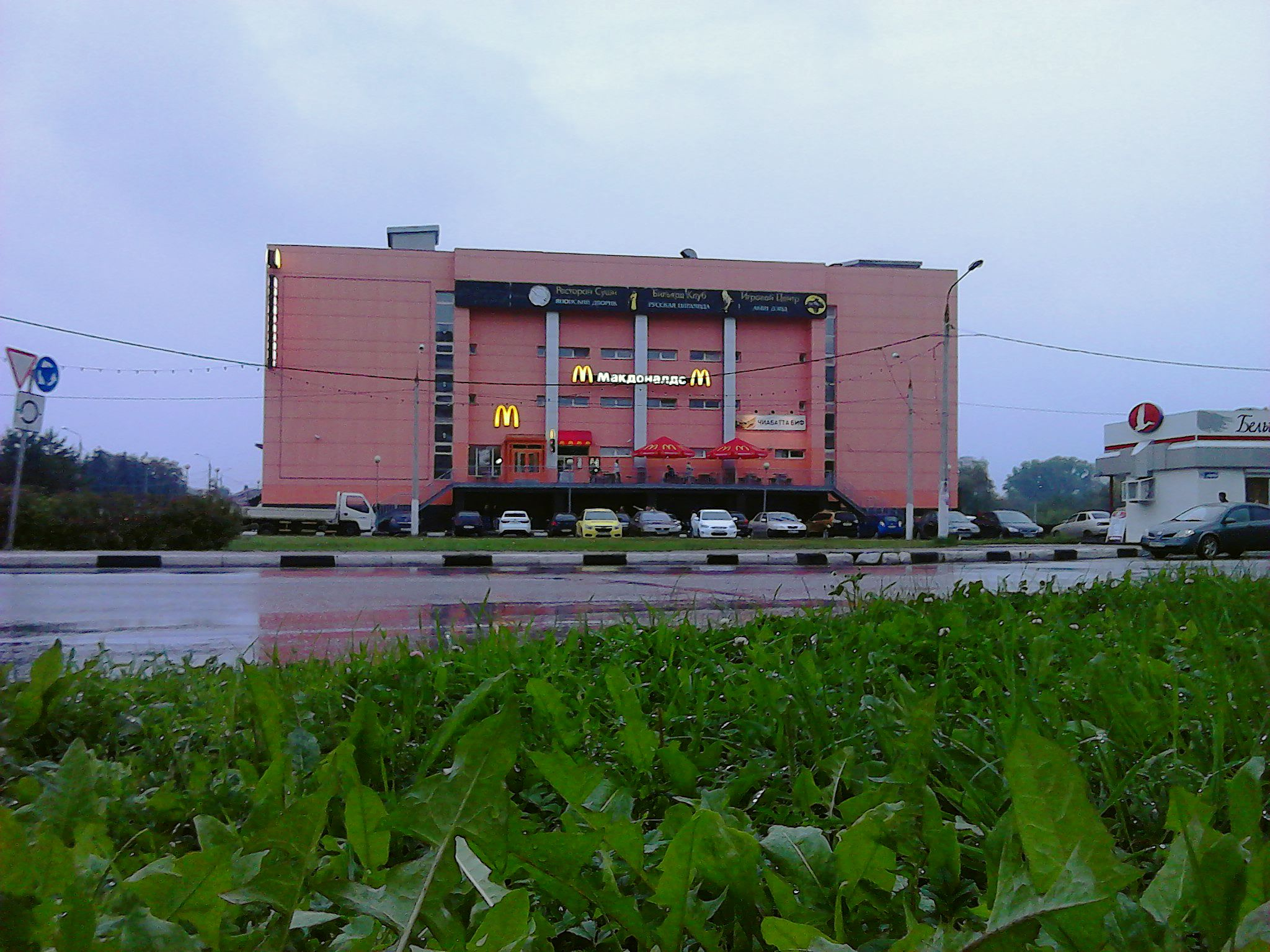
Неработающий ТРЦ «Аквилон»

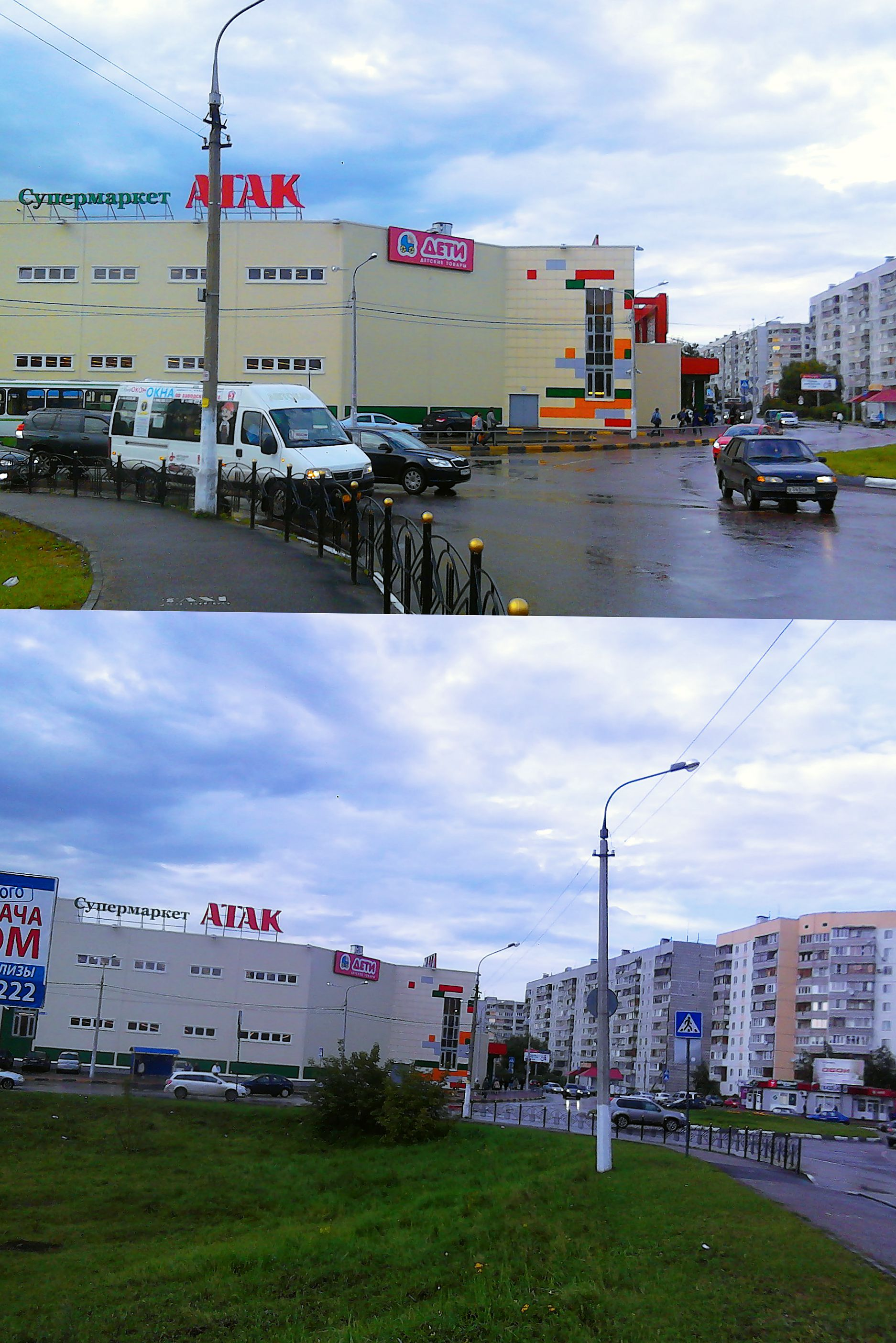
ТЦ на перекрёстке ул. Северная — 1905 года — Парковская. Супермаркет «Атак» («Ашан») и магазин «Дети»

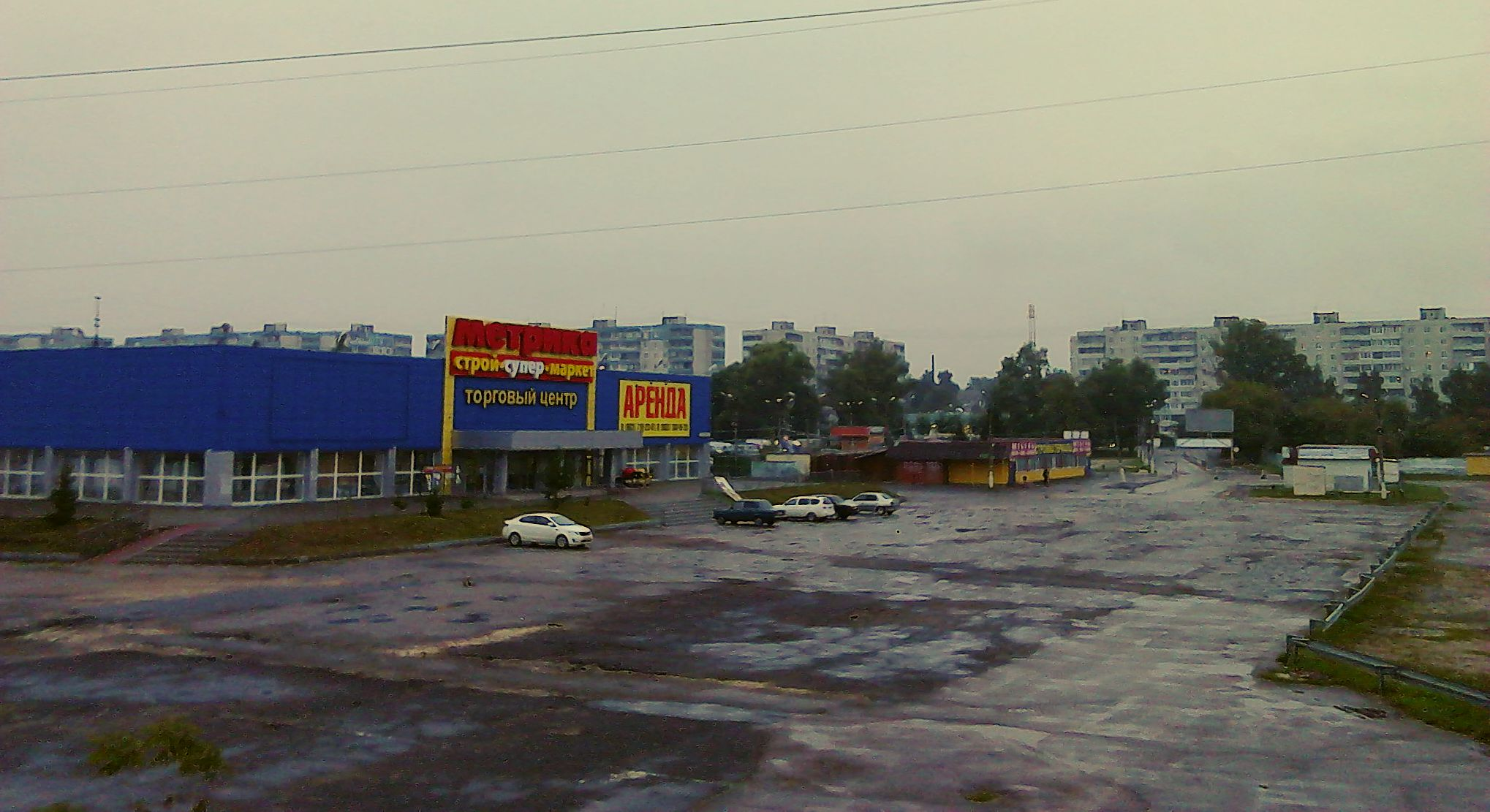
Территория Центрального рынка выходного дня

По оценке рейтинга журнала «Секрет фирмы» ИД «Коммерсант» — «100 лучших городов России», основанном на данных Росстата, город успешно развивается. Так, в 2012 году Орехово-Зуево находилось на 83 строчке в рейтинге, последняя оценка 2013 года — 62 место. Позади — такие крупные населённые пункты как Новороссийск, Кемерово, Омск, Оренбург, Иваново, Астрахань, Волгоград, Тамбов, Брянск, Тольятти, Киров, Ижевск и др.

### Торговля и инфраструктура
В 2003 году на улице Бабушкина, д. 2 был открыт ТРЦ «Ореховский». Сейчас на 4 этаже располагается гипермаркет «Фамилия», на 5, 6 — офисно-деловой центр «Ореховский», также на 5 этаже располагается Областной флебологический центр, на 2 и 3 этажах — местные торговые ряды.
В 2004 году в недостроенном здании Дворца культуры на улице Ленина, д. 85 возведён ТРЦ «Аквилон», в котором разместились «Макдоналдс», кинотеатр «Люксор», ресторан японской кухни, супермаркет «Перекрёсток», (позднее в этом же помещении — супермаркет электроники «Берингов») и магазины одежды. В настоящее время ТРЦ закрыт.
В 2007 году на улице Якова Флиера, д. 4 открыт ТРЦ «Капитолий» с кинотеатром «КароФильм», который был позже перепродан, и супермаркетом «Рамстор». В декабре 2008 года большая часть розничного ретейла «Рамстор» была перепродана группе Auchan — в ТРЦ разместился гипермаркет «Ашан-Сити». Сейчас в ТЦ находятся — кинотеатр «Космик-кино», магазины «Эльдорадо», Samsung, «Снежная королева», «Белый ветер», «Дочки-сыночки», «Calzedonia», «Intimissimi», Kari, Ostin, Reebok, Adidas, Сити-обувь, Ветер перемен, «Л’Этуаль», Lady Collection, Yves Rocher, Pandora, фуд-корт («Вкусно — и точка», KFC, «Теремок», «Асакума бургер» (4-й в России), Ташир пицца, «Евросеть», «Связной» и центральные городские офисы федеральных операторов «Мегафон» и «Tele2».
Ещё один крупный ТЦ города — «Орех» — открылся в ноябре 2008 года (на улице Ленина, д. 78) — его якорные арендаторы — «М.Видео», «Спортмастер», «Детский мир» и «Перекрёсток». Из российских сетей представлены: Incity, Ostin, Kari, Milana, Tom Farr, Colins, «Твоё», «Алфавит», «Fix Price», «Четыре лапы», «Экспедиция», Sunlight, книжная сеть «Лабиринт», Московский ювелирный завод, Valtera, Mr. Сумкин, KFC, Крошка картошка, «Альт», «Евросеть», «Связной», Мегафон. Фуд-корт расположен на 4 этаже. На пятом этаже, летом 2012 года открыт мебельный центр — представлены популярные российские фабрики: Артис, Лазурит, Диваны и кресла, Много мебели, Ангстрем, Орматек и др. На первом этаже также работают офисы «GE Money Bank», Совкомбанка, Home Credit Bank и аптека «Ригла».
В исторической части города находится ТЦ «Никольский» (улица Ленина, д. 44а), в котором расположены магазины сетей «Уютерра», «Кораблик», меховой салон «Prima Donna», ювелирный салон «Golden Taurus», «Империя сумок», «Котофей», Glance, Oodji, Savage, «Fix Price», салон дверей «Torex», «Русстройбанк», «Чайный домик», павильон «Шоколад», «Альт», мебельный и фитнес-центр, кафе «Апельсин». 27 июля 2013 года на 1 этаже начал работу супермаркет «Лента» (Санкт-Петербург).
На этой же улице в доме 95 находится ТЦ «Зодиак». В нём открыты магазин «Oodji», туроператор «Флай тур», магазины «Ладодея», и «ДарСо». В середине 2015 года в ТЦ «Зодиак» открылся детский игровой центр «Непоседы клуб».
На перекрёстке улица Парковская — 1905 года — Северная летом 2012 года группой Auchan был построен супермаркет «Атак». На 2-м этаже разместился магазин ретейл-сети «Дети». В конце 2014 года второй в городе супермаркет сети открыт на улице Ленина, неподалёку от ж/д и авто вокзалов в новом ТЦ «Олимп» (дом № 15).
Также летом 2012 года на перекрёстке улицы Ленина и Сухоборской, почти напротив ТЦ «Ореховский», в здании бывшей поликлиники открыт ТЦ «Английский Пассаж». Основную массу арендаторов, вопреки первоначальным планам, составляют местные индивидуальные предприниматели. Из сетей представлен «Связной», «МТС», «Верный», Mademoiselle de Paris («Парижанка») и пункт выдачи заказов «Ситилинк-мини».
В городе действуют сети продуктовых магазинов «Пятёрочка», «Дикси», «Верный», «Магнит», строительно-торговый центр «Баррикада», мебельный центр «Интерьер» (широкий ассортимент фабрик), гипермаркет стройматериалов «Метрика» (Санкт-Петербург), продуктовые крытые рынки «Мигеко» (в виде ТЦ), ТЦ «Феникс», «Нарцисс», «Винтаж», известные ювелирные сети, магазины «Oodji», «СтартМастер», «ENTER», «DNS», «Подружка», «У Палыча», «Цвет диванов», «Алеф», «Монро», «Тофа», «ЦентрОбувь», «БашМаг», несколько павильонов ретейл-сетей «большой тройки», автосалоны «ОреховоАвтоЦентр», «Тауэр ЛТД», KIA Motors (компания Т), Hyundai-Орехово, гостиница «ЛИАЗ» (ул. Галочкина), гостиничные комплексы «Центральный» (Октябрьская пл.) и «Оретекс» (ул. Торфобрикетная), санаторий-профилакторий «Дубравушка».
Помимо муниципальных больниц и поликлиник в городе широко развита коммерческая медицина. Две основные компании — «Новая медицина» (4 центра, возможность круглосуточного вызова на дом любого врача) и «Ормедикл» (2 центра, на территории города — один). Также в городе имеется офисы лаборатории «Инвитро» и лаборатории «Гемотест».
В 2017—2020 годах прошла реконструкция Парка 30-летия Победы в Великой Отечественной войне. На данный момент парк является популярным местом для горожан. В нём проводятся различного рода мероприятия и фестивали.

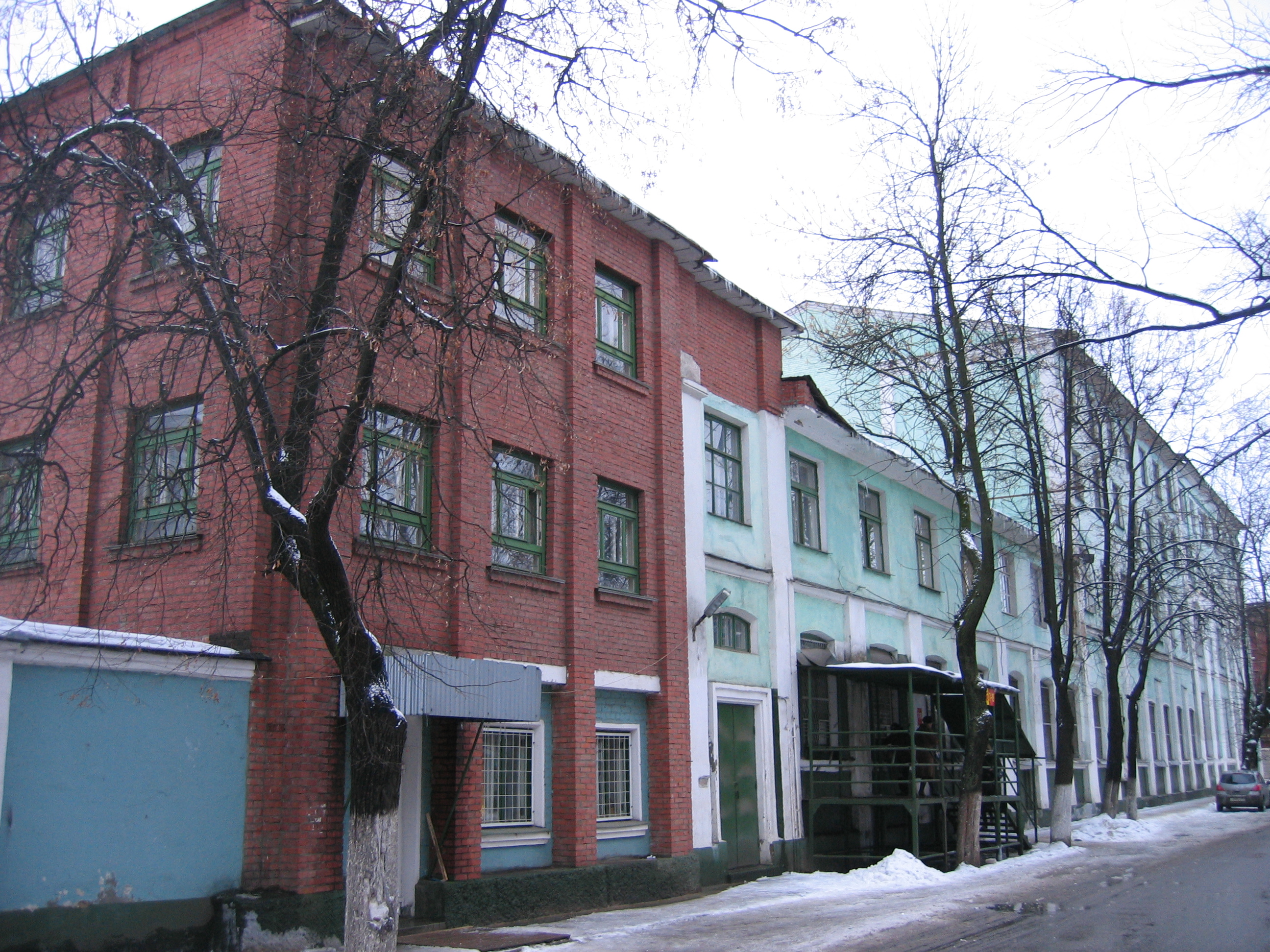
ОАО «ОреховоХлеб»

## Транспорт

### Железнодорожный

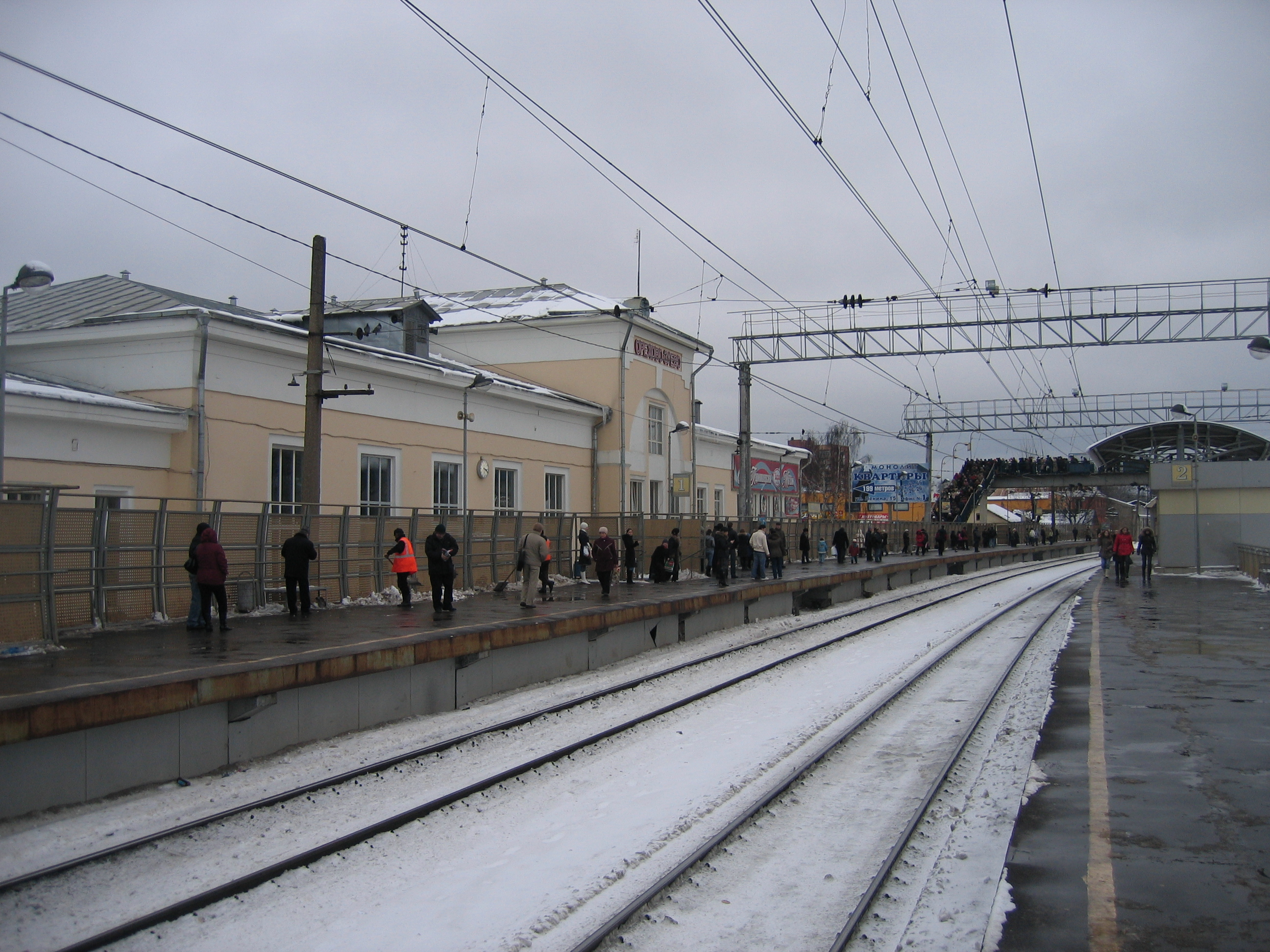
Станция Орехово-Зуево

Город расположен на пересечении Большого кольца МЖД и Горьковского направления МЖД — «нового» направления транссибирской магистрали.
Прямое сообщение электропоездами со всеми городами Московско-Владимирского участка, а также кольцевого движения от Александрова до Куровской.
В черте города расположены пассажирские остановки:
- узловая станция Орехово-Зуево, платформы Горьковского направления и Большого кольца МЖД расположены в непосредственной близости друг от друга на юге города у автовокзала. Останавливаются все электропоезда, пересадка с Горьковского направления на Большое кольцо и обратно. По Горьковскому направлению: электропоезда Москва-Курская — Крутое/Петушки/Владимир (и экспресс Москва-Курская — Орехово-Зуево, 1 пара по будням), а также межрегиональный экспресс Москва — Н. Новгород (электропоезд Ласточка, 2 пары в день). По кольцу — Электропоезда до/из Александрова-1 через Бельково (8 пар в день) и до Куровской (3 пары в день).
- платформа Крутое Горьковского направления, расположена на востоке города. В 3-4 минутах езды от пл. Орехово-Зуево, является конечной для электропоездов со стороны Москвы-Курской, на станции останавливаются все электропоезда, следующие от/до Петушков, но не все от/до Владимира.
- платформа Северный Большого кольца на юго-западе города. 3 пары электропоезда в день на линии Орехово-Зуево — Куровская.
- недействующая платформа 185 км Большого кольца на северо-востоке города. С лета 2012 года электропоезда на ней не останавливаются.

Среднее время движения электропоезда до Курского вокзала составляет 1 час 45 минут (экспресс — 1 час 25 минут, скоростной поезд «Ласточка» Н. Новгород — Москва — 55 минут). До платформы Серп и Молот (пересадка на станции метро «Римская» и «Площадь Ильича» в Москве) составляет на 4-5 минут меньше. До станции Реутово (пересадка на станцию метро Новокосино) — на 20-25 минут меньше (1:10 — 1:25) и дешевле.
К югу от города около деревни Кабаново на Большом кольце расположена основная часть одной из крупнейших в России и Европе сортировочных станций Орехово-Зуево (одна из двух на кольце), размещено локомотивное депо.

### Автомобильный

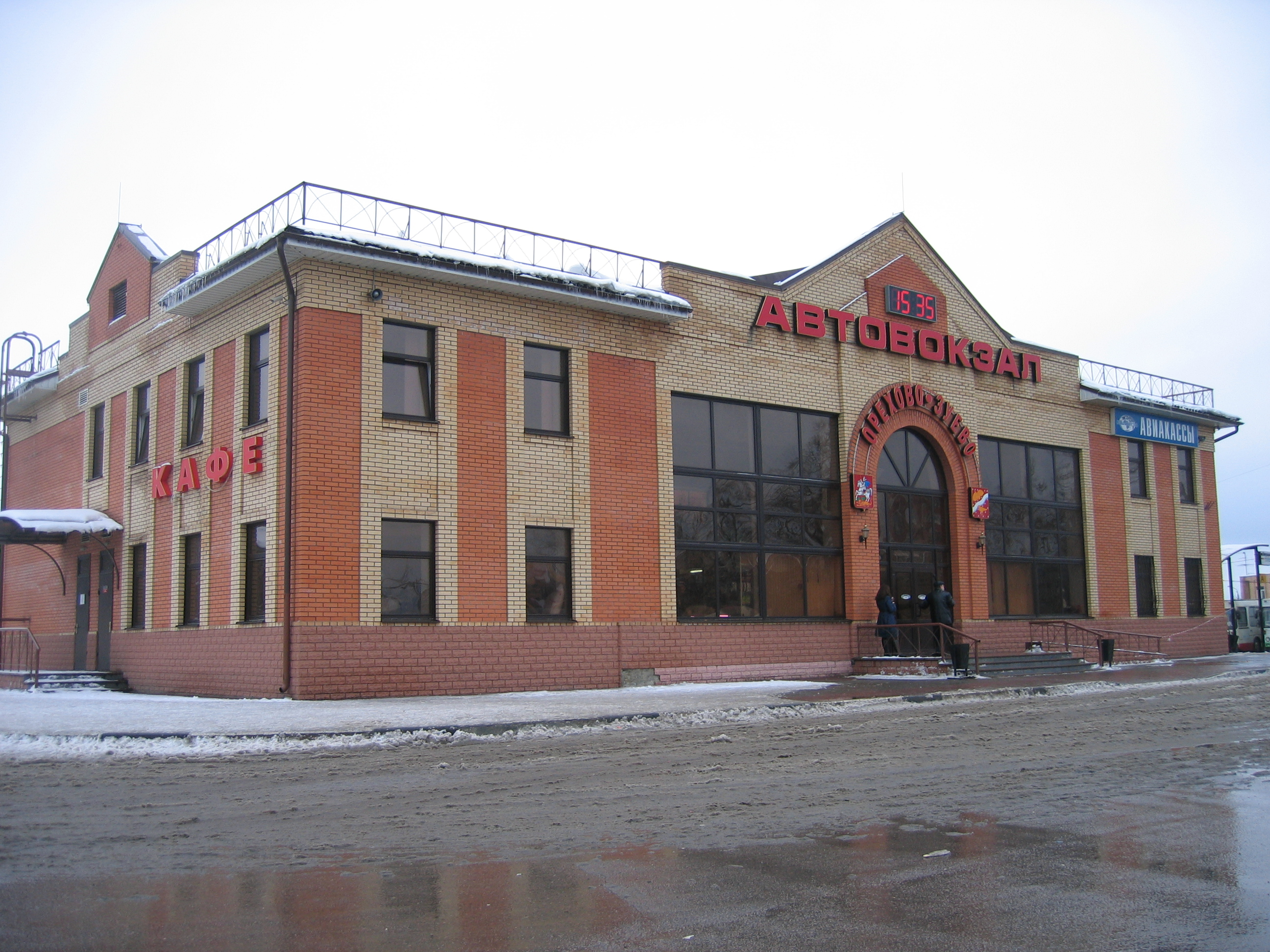
Автовокзал Орехова-Зуева

Через город проходит Московское большое кольцо (А108) (5 км выход на федеральную дорогу М7 «Волга»), и в 13 км от города — региональная дорога «Носовихинское шоссе».
Автобусное движение осуществляет автоколонна 1793 ГУП МО «Мострансавто», ООО «АВТОКАР» и ИП Торбов И. В., также есть один пригородный маршрут Павлово-Посадского ПАТП.
Городское сообщение представлено более 30 автобусными маршрутами:
- 1 — Вокзал — ул. Северная — пос. Текстильщиков
- 2 — з-д Карболит — Вокзал
- 3 — Вокзал — ул. Ленина — ул. Парковская
- 4 — Вокзал — ул. Урицкого — пос. Текстильщиков
- 5 — з-д Карболит — ул. 1905 года — ул. Парковская
- 6 — Вокзал — ул. Урицкого — Пансионат
- 7 — ул. Лапина — дер. Дровосеки
- 8 — з-д Карболит — ул. Ленина — з-д Холодильник
- 9 — з-д Карболит — ул. Урицкого — пос. Текстильщиков
- 10 — пос. Текстильщиков — ул. Парковская — з-д Холодильник
- 11 — Вокзал — ул. 1905 года — ул. Парковская
- 12 — ул. Лапина — ул. Ленина — Вокзал — пос. Текстильщиков
- 13 — ул. Лапина — ул. 1905 года — пос. Текстильщиков
- 14 — Вокзал — ул. Урицкого — СПТУ-1
- 16 — Вокзал — ул. Урицкого — ул. Володарского — пос. Текстильщиков
- 17 — ул. Лапина — ул. 1905 года — з-д Карболит
- 20 — Вокзал — ул. Ленина — гор. больница № 5 — пос. Текстильщиков
- 105 — з-д Карболит — ул. Галочкина — ул. Парковская
- 106 — з-д Холодильник — ул. Ленина — пос. Текстильщиков
- 107 — пос. Текстильщиков — ул. Ленина — Сады Текстильщик-6 — Сады Иволга
- 111 — Вокзал — ул. 1905 года — ул. Парковская

### Пригородные маршруты
- 21 — Вокзал — г. Ликино-Дулёво
- 22 — Вокзал — г. Куровское
- 23 — Вокзал — д. Дорофеево
- 24 — Вокзал — д. Губино
- 26 — Вокзал — г. Дрезна
- 27Д — Вокзал — д. Демихово
- 27Ф — Вокзал — д. Фёдорово
- 27КД — Вокзал — д. Красная Дубрава
- 29 — Вокзал — д. Тепёрки
- 30 — Вокзал — д. Малая Дубна
- 38 — Вокзал — г. Электрогорск
- 39 — Вокзал — д. Язвищи
- 40 — Вокзал — д. Давыдово
- 41 — Вокзал — г. Павловский Посад
- 42 — Вокзал — д. Дорохово
- 43 — ул. Лапина — пос. Верея / пос. Новый Снопок / д. Нефтяник / д. Альбатрос / д. Новониколаевка
- 45 — ул. Лапина — 42-й участок — 7-й участок
- 48 — Вокзал — д. Большая Дубна
- 51 — Церковь (ул. Володарского) — пос. Новый Снопок
- 53 — Вокзал — г. Егорьевск (через г. Куровское)
- 54 — Вокзал — г. Шатура
- 75к — д. Войнова Гора — ул. Ленина — пос. Текстильщиков
- 124 — Вокзал — г. Покров

### Междугородные маршруты
- 391 — Стадион (г. Ликино-Дулёво) — Вокзал (г. Орехово-Зуево) — м. Партизанская (г. Москва)
- 771 — Вокзал — г. Киржач

По этим и другим маршрутам также работают маршрутные такси (появились в конце 90-х). До середины 90-х годов автобусы ходили чаще, а сами маршруты были частично другими. Также работает более 16 пригородных маршрутов в города и деревни Орехово-Зуевского и соседних районов, охватывающих и те районы города, до которых не доезжают городские маршруты.
Пересадочными остановками автобусов с/на Ж/Д являются:
- ст. Орехово-Зуево:
  - северный выход — автовокзал (конечная Вокзал; множество маршрутов)
  - южный выход — конечная ул. Лапина (маршруты № 12, 13, 17, 43, 45)
- пл. Крутое:
  - остановки Музей и Магазин № 20 на ул. Кирова (дорога на Холодильник) — в 450 метрах на северо-запад и на северо-восток от платформы соответственно (маршруты № 8, 10, маршрутное такси № 106, пригородное маршрутное такси № 75к на д. Войнову Гору)
  - остановка Стадион «Знамя Труда» на ул. Торфобрикетная в 150 метрах на юго-запад от платформы (пригородный маршрут № 45 ул. Лапина — 7-й участок).

Автобусное сообщение с Москвой осуществляется автобусом № 391 «Ликино-Дулёво — Орехово-Зуево — Москва (метро Партизанская)». Время в пути — 2 часа.

### Такси
В городе действуют несколько крупных служб такси, в которых применяется весьма доступное ценообразование — поэтому данный вид транспорта успешно конкурирует с автобусами и маршрутками. Цена поездки в пределах города — от 90 до 200 рублей.

### Энерготранспорт
- В двух километрах от города проходит магистраль из одной 220-кВ и 2×500-кВ ЛЭП (Трубино — Владимир и Ногинск — Владимир).
- Ответвлением от большого московского кольцевого газопровода город обеспечен природным газом.

## Побратимы
- Мадона, Латвия
- Новополоцк, Беларусь
- Требине, Босния и Герцеговина
- Потсдам, Германия
- Коктебель, Крым

## Религия
Действует несколько православных храмов, вблизи железнодорожной станции работает мечеть. Орехово-Зуево является важным центром старообрядчества (как Белокриницкого согласия, так и беспоповцев); уроженцем города является старообрядческий митрополит Корнилий (Титов).

## Связь, СМИ, Интернет

### Телефония
— проводная:
- ООО «Телеком-Услуги» (ул. Егорьевская, дом 17)
- Ростелеком

### Радио
В Орехове-Зуеве на данный момент — рекордное для Московской области количество собственных fm-частот. Сайты станций либо отсутствуют, либо слабо развиты.
Частоты — местное и местные партнёры федеральных станций:
- 89,3 FM Радио 1 (100 Вт, 77 м)
- 90,1 FM Ретро FM (ЛИАЗ 200 Вт, 50 м)
- 90,5 FM Европа Плюс (ЛИАЗ 200 Вт, 50 м)
- 92,6 FM Like FM (ЭТУС 1 кВт)
- 93,0 FM Милицейская волна (Центральный бульвар, 8, 100 Вт)
- 93,4 FM Love Radio (Центральный бульвар, 8, 100 Вт)
- 93,8 FM Маруся FM (ЭТУС)
- 94,2 FM Радио ENERGY (Центральный бульвар, 8, 30 Вт)
- 97,8 FM Радио Дача (Центральный бульвар, 8, 300 Вт)
- 98,6 FM Comedy Radio (ул. Моисеенко, 100 Вт)
- 99,3 FM Русское радио (ЭТУС 100 Вт, 80 м)
- 99,9 FM Авторадио (РЦ № 7, пос. Авсюнино)
- 102,1 FM Радио России / Радио 1 (ЭТУС 400 Вт, 74 м)
- 103,2 FM Юмор FM (ЭТУС 100 Вт, 60 м)
- 106,8 FM Наше радио (Центральный бульвар, 8, 100 Вт)

Также на территории города и окрестностей на избирательные приёмники (Degen 1103, Tecsun) слышны практически все станции вещающие из Москвы — (Останкинская телебашня) и Балашихи — (Балашихинская радиомачта), если они не расположены в непосредственной близости по частоте от местных станций. Приём станций с Ходынского поля (Башня «Октод») возможен весьма нерегулярно.

### Периодические издания
- Информационный бюллетень «Деловые вести» Орехово-Зуевского городского округа
- Газета «Орехово-Зуевская правда»
- Городской журнал «Зебра-дисконт»

### Интернет
- ozmo.ru — сайт Орехово-Зуевского городского округа.
- informc.ru — сайт «Медиа-центра Орехово-Зуевского городского округа Московской области».
- vk.com/ozokrug_adm — официальный аккаунт администрации Орехово-Зуевского городского округа в социальной сети «ВКонтакте».
- t.me/ozokrug — официальный аккаунт администрации Орехово-Зуевского городского округа в мессенджере «Telegram».
- ok.ru/ozokrugadm — официальный аккаунт администрации Орехово-Зуевского городского округа в социальной сети «Одноклассники».

## Почётные граждане города
- Горбунов, Владимир Тихонович (16 августа 1919, Орехово-Зуево — 19 мая 2017, там же) — русский советский художник, член союза художников СССР, Почётный гражданин города[63].
- Шапошников, Александр Николаевич (1894—1972) — советский художник, театральный художник, педагог, почётный гражданин города[64][65], соавтор памятников «Борцам революции» и В. А. Барышникову, картины «Морозовская стачка 1885 года», брат известного футболиста Шапошникова Алексея Николаевича.
- Валентина Егоровна Матвеева (13 января 1935, с. Пречистая Гора) — Герой Социалистического Труда. Прядильщица Ореховского хлопчатобумажного комбината имени Николаевой Министерства лёгкой промышленности РСФСР.
- Сухоруков, Виктор Иванович (10 ноября 1951) — советский и российский актёр театра, кино и дубляжа. Народный артист Российской Федерации (2008). В 2016 году в городе был открыт бронзовый памятник актёру[66].
- Митрополит Корнилий (Титов) (1 августа 1947, Орехово-Зуево) — митрополит Московский и всея Руси, предстоятель Русской православной старообрядческой церкви.
- Илья́ Вячесла́вович О́сипов ( 1 мая 2005, Орехово-Зуево, Россия) - российский киберспортсмен в Counter-Strike 2 играющий под псевдонимом m0NESY. Обладатель четырёх медалей MVP (с англ. — «самый ценный игрок») от HLTV за турниры Blast Premier World Final 2022, IEM Dallas 2024, Blast Premier Fall Final 2024 и BLAST Premier World Final 2024.
- Алексей Андреевич Батраков (9 июня 2005, Орехово-Зуево) российский футболист, атакующий полузащитник московского футбольного клуба Локомотив, обладатель кубка России по футболу, кубка Юношеской футбольной лиги.